# Biserica Intrarea în Biserică din Domneștii de Sus

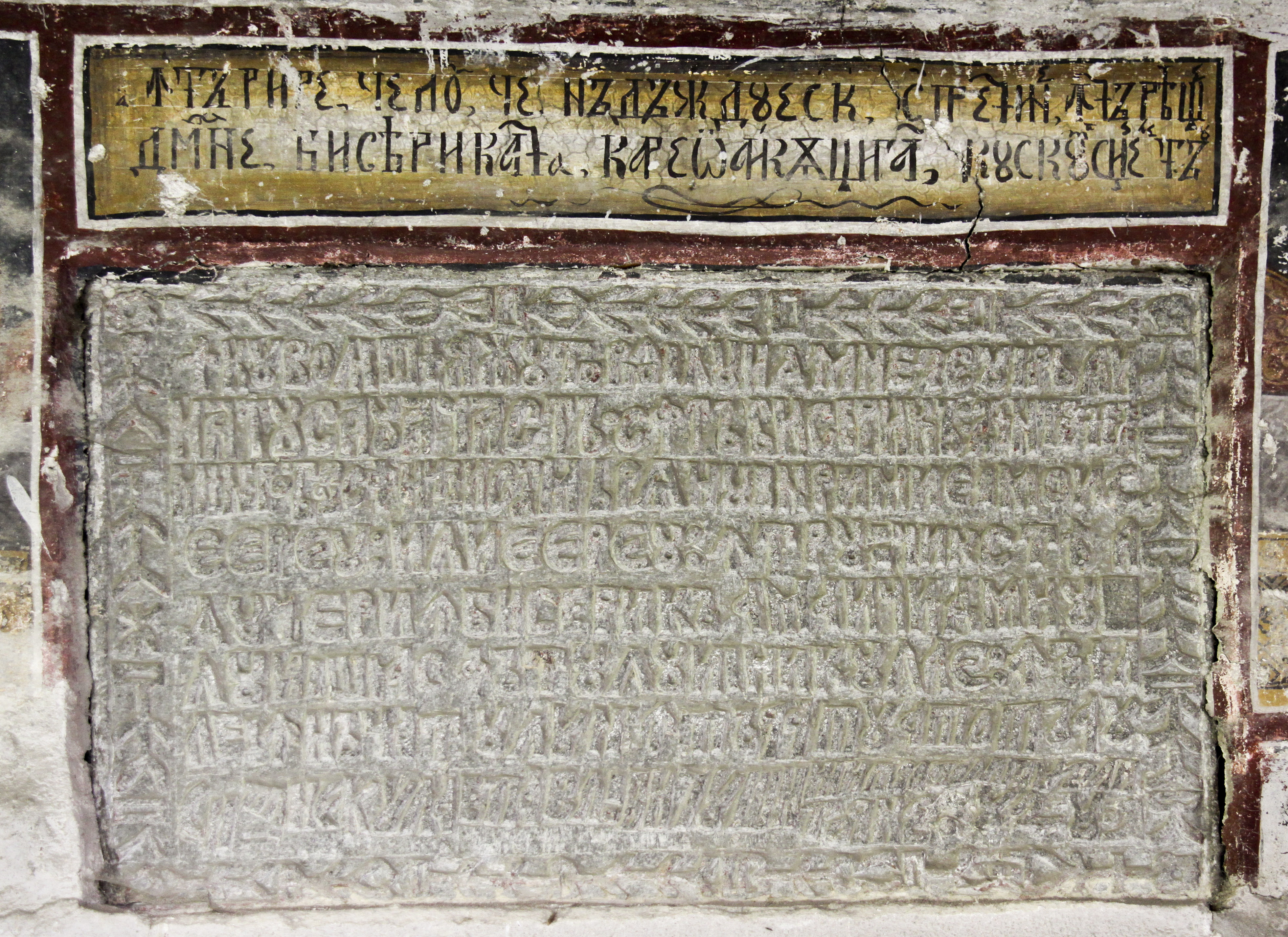
Pisania datată din anul 1828, de peste intrare. Foto: aprilie 2010.

Biserica Intrarea în Biserică din Domneștii de Sus se află în localitatea Domnești, județul Argeș. Lăcașul din Domneștii de Sus, ridicat din zid în 1828 în stilul bisericilor postbrâncovenești, este una dintre frumoasele biserici de țară din zona Argeșului. Păstrează picturi exterioare, cuprinse într-o friză înaltă, sub streașină. Biserica, împreună cu poarta aproape ruinată și fragmente din zidul de incintă, se află pe noua listă a monumentelor istorice LMI 2015:  AG-II-a-B-13675. Biserica ridicată la începutul secolului 20 în incinta vechii biserici, agresează și ascunde monumentul istoric.

## Istoric
Momentul și faptele ridicării bisericii sunt redate de pisania sculptată în piatră peste intrare. Textul ei, în limba română cu litere chirilice reține următoarele: „Cu voia și ajutorul lui Dumnezeu ridicatusau această sfântă biserică din temelii de robul sfinti sale Mărianu Irimie, Moise ereu, Ilie ereu, întru cinstirea aducerii în biserică a Maicii Domnului și a Sfântului Nicolae, în zilele înălțatului împăratu a toată Rusia, Necolae Pavloviciu și mitropolitul Gligore. 1828”. Pictura exterioară este datată sub icoana de hram de pe fruntarul de apus al bisericii: „[săvârși]t 1829 septembrie 26 Ștefan zugraful ”.
La începutul secolului 20 a fost ridicată o nouă biserică în imediata vecinătate a celei vechi. Ploile degajate de pe acoperișul înalt al noii biserici direct peste bătrâna biserică o supun pe cea din urmă unei permanente degradări.

## Imagini din exterior

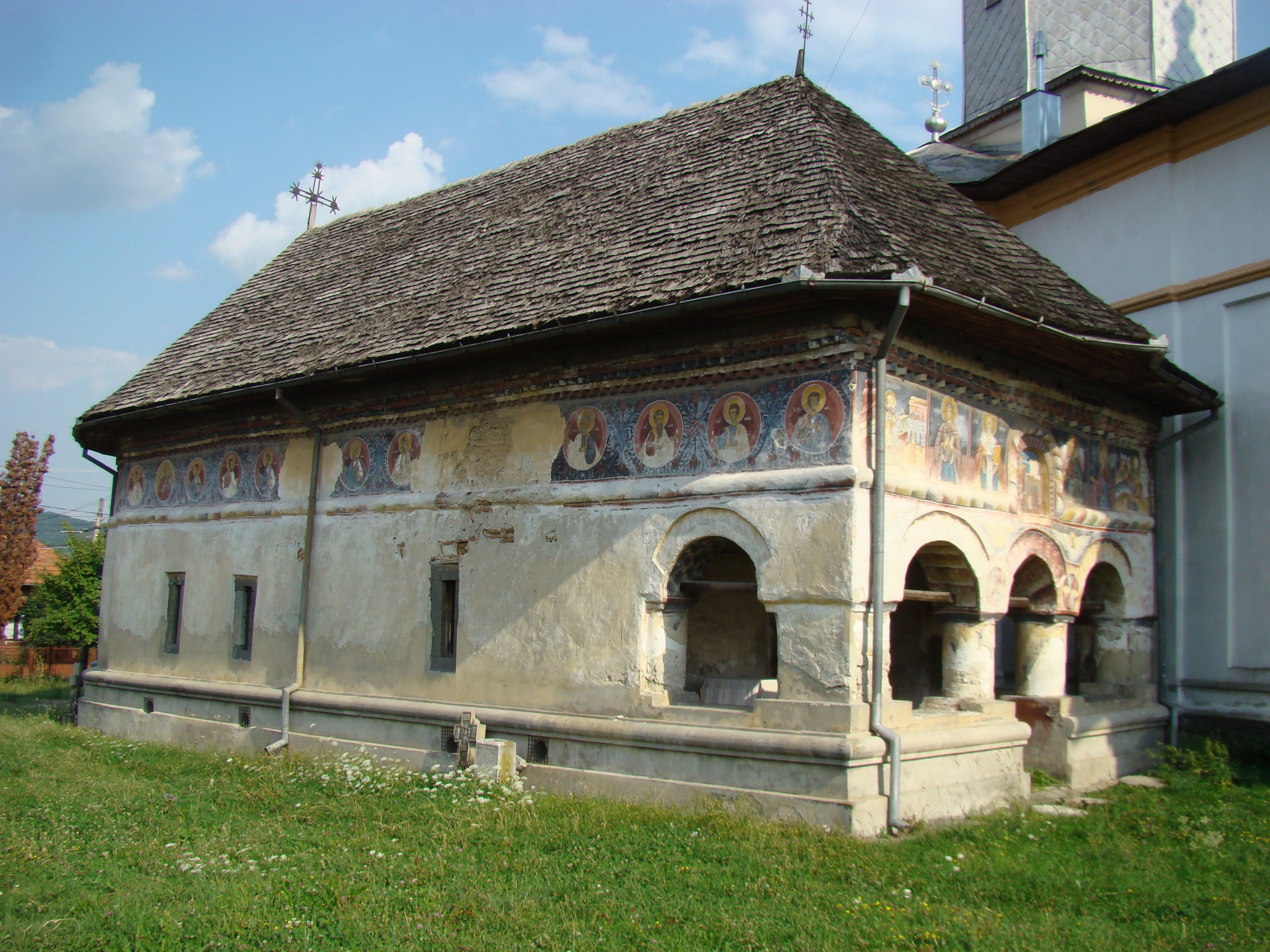
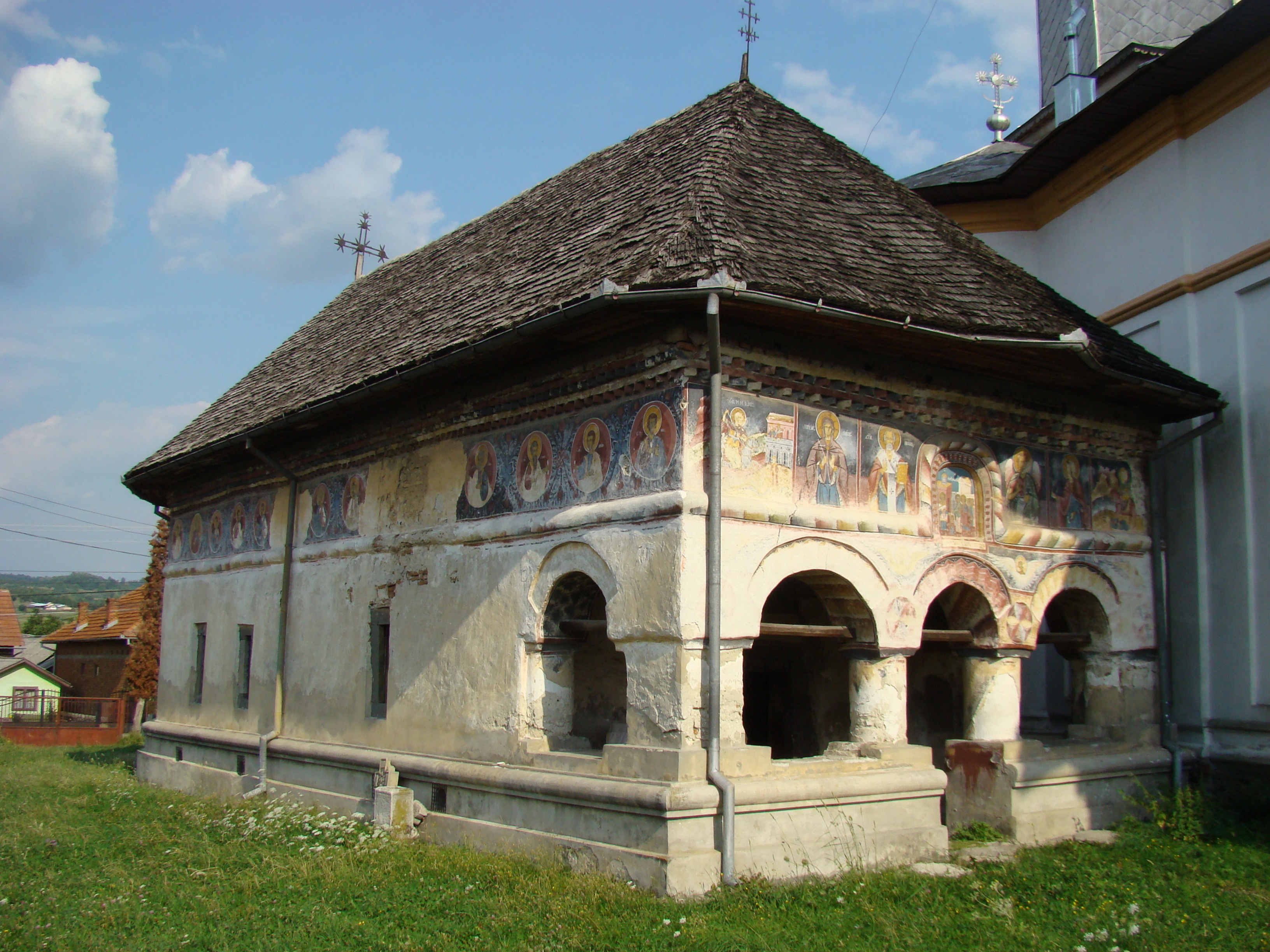
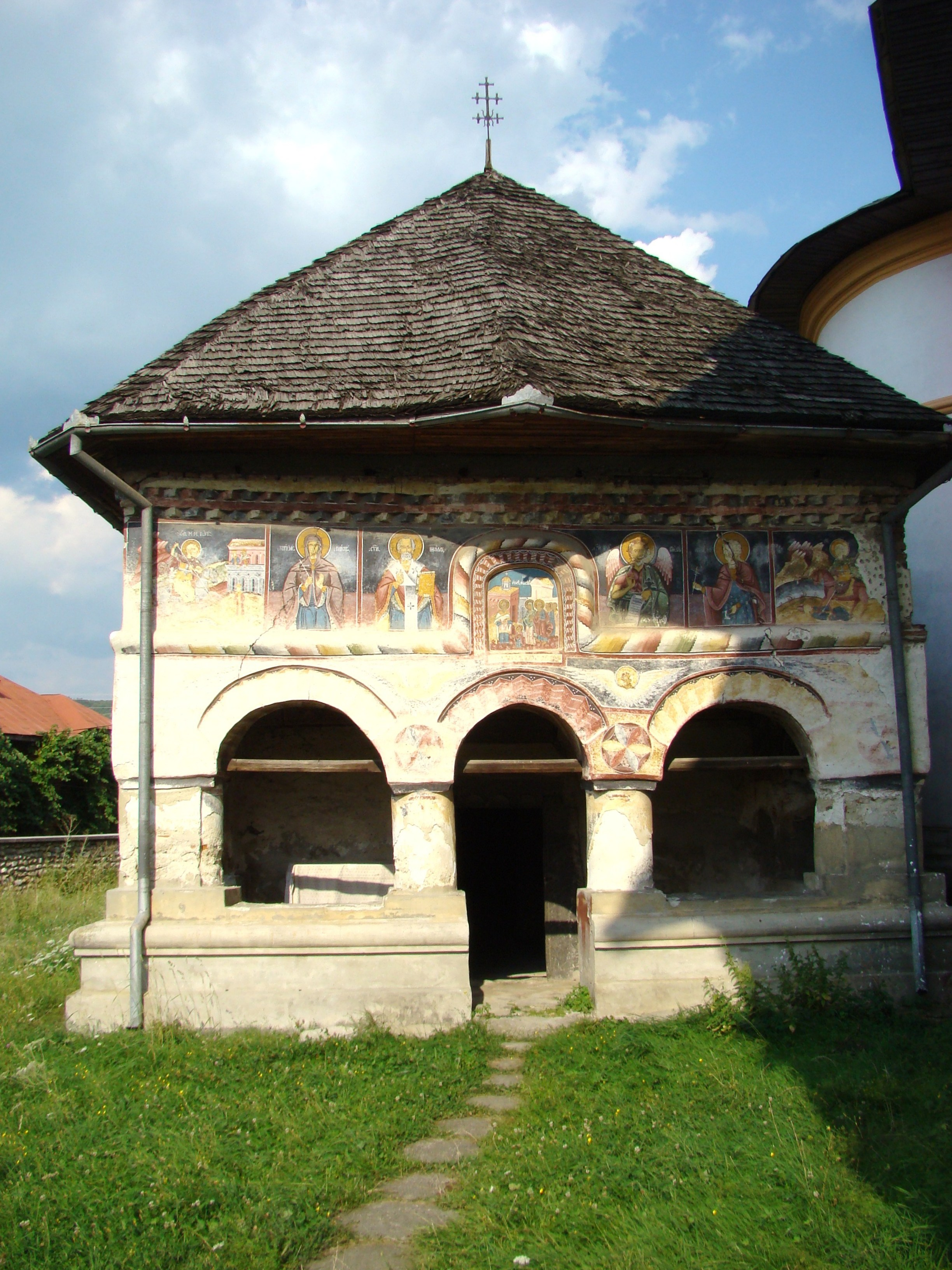
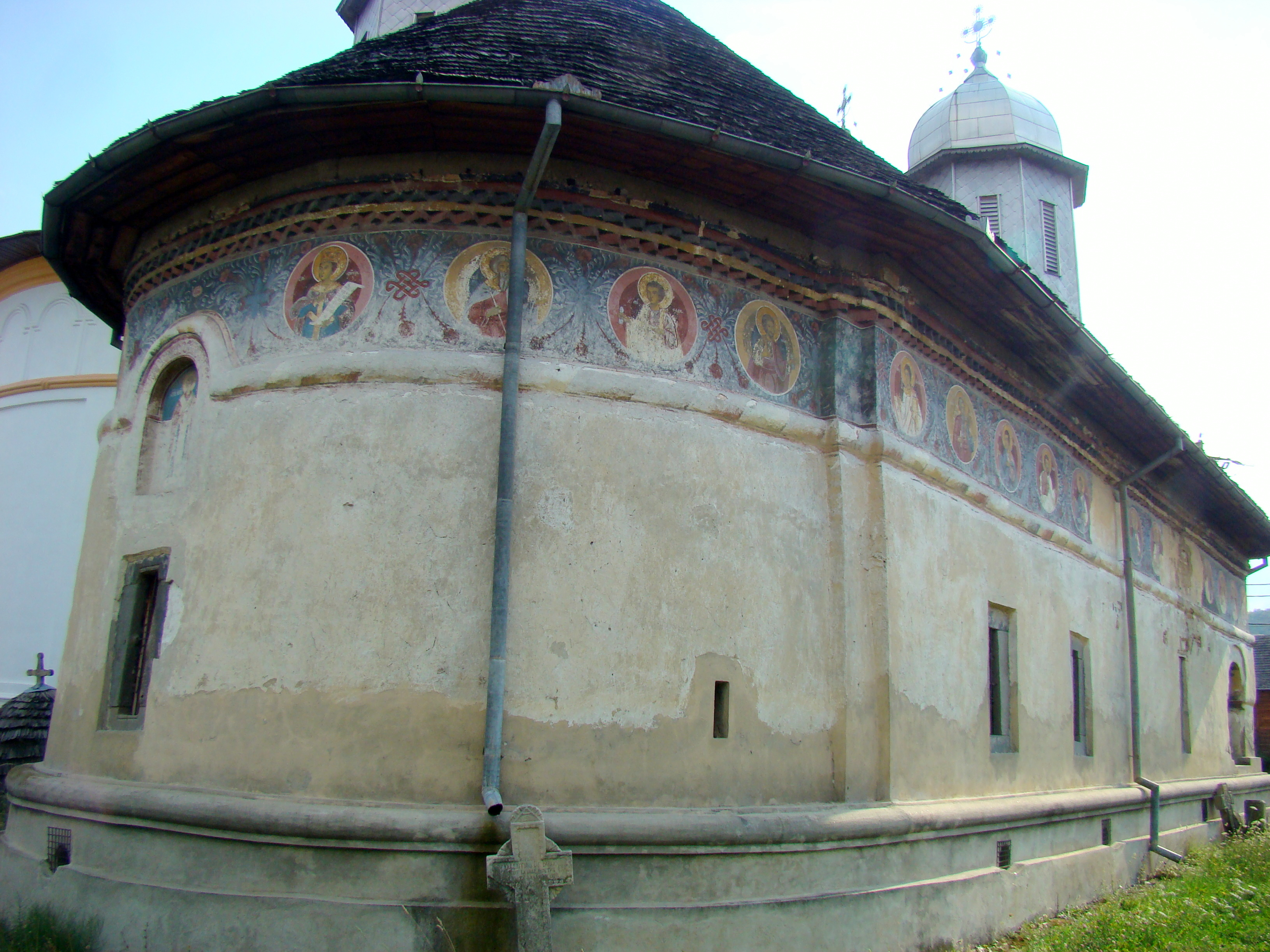
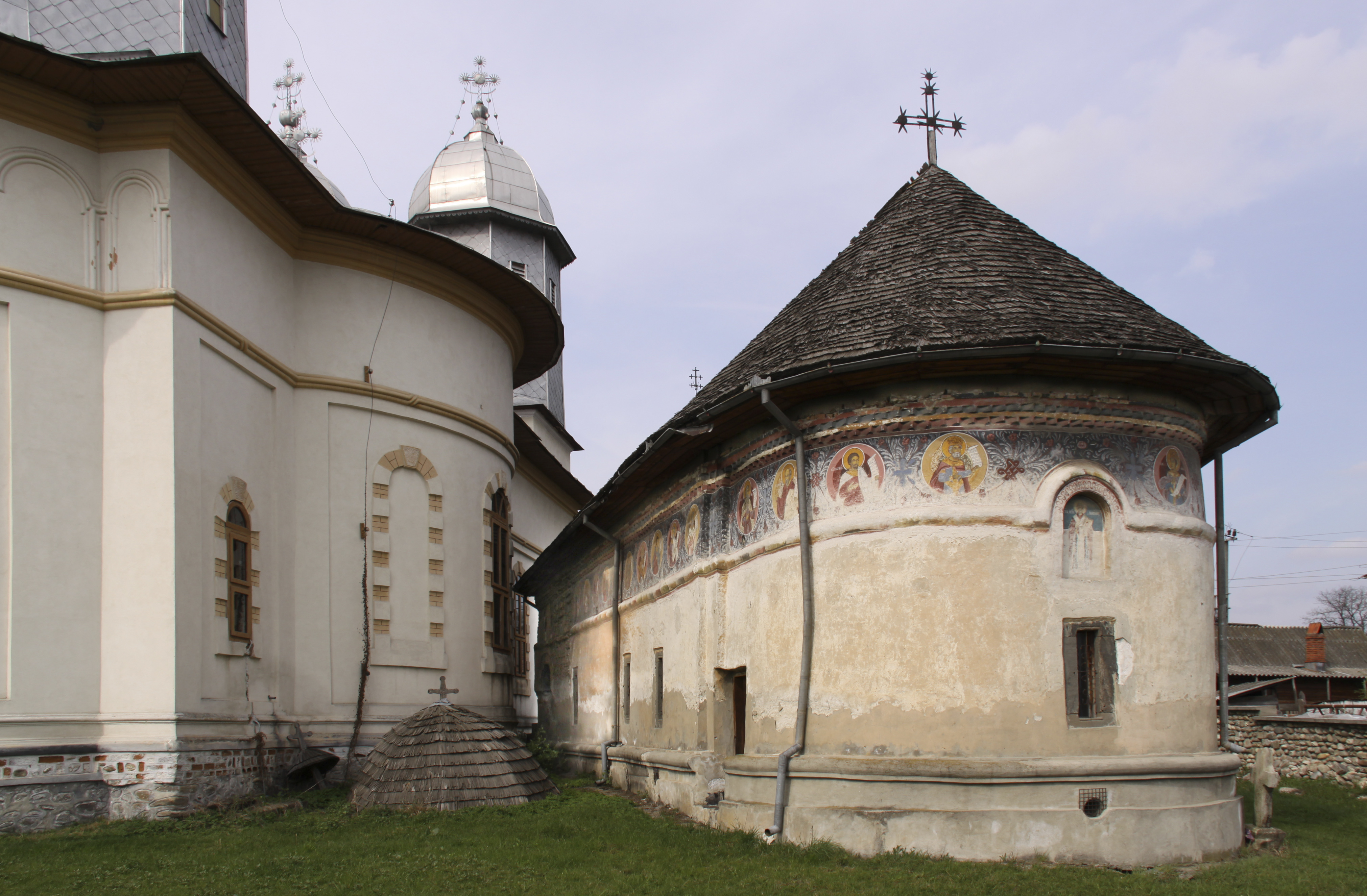
sud-est
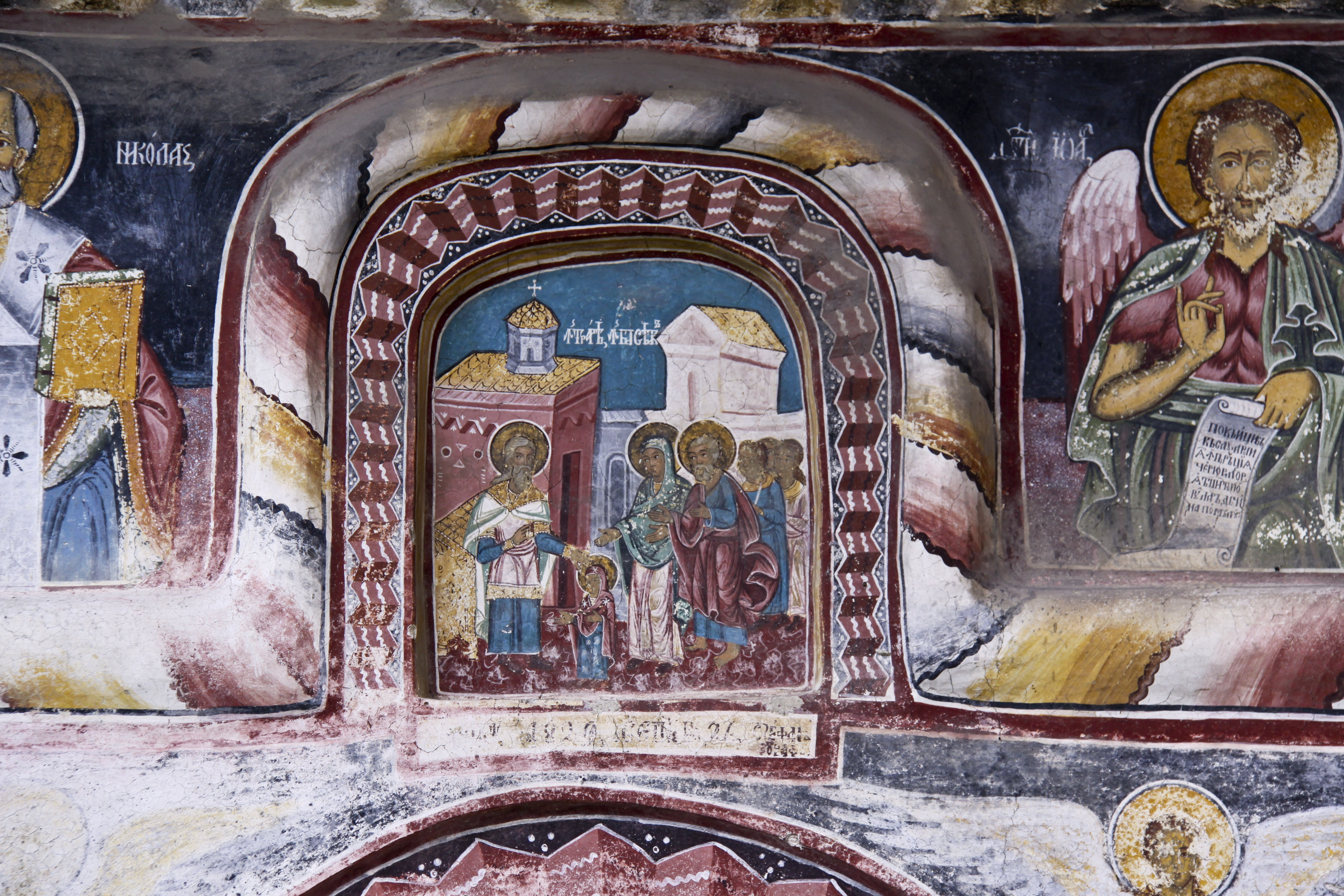
icoană de hram pe fruntar, 1829
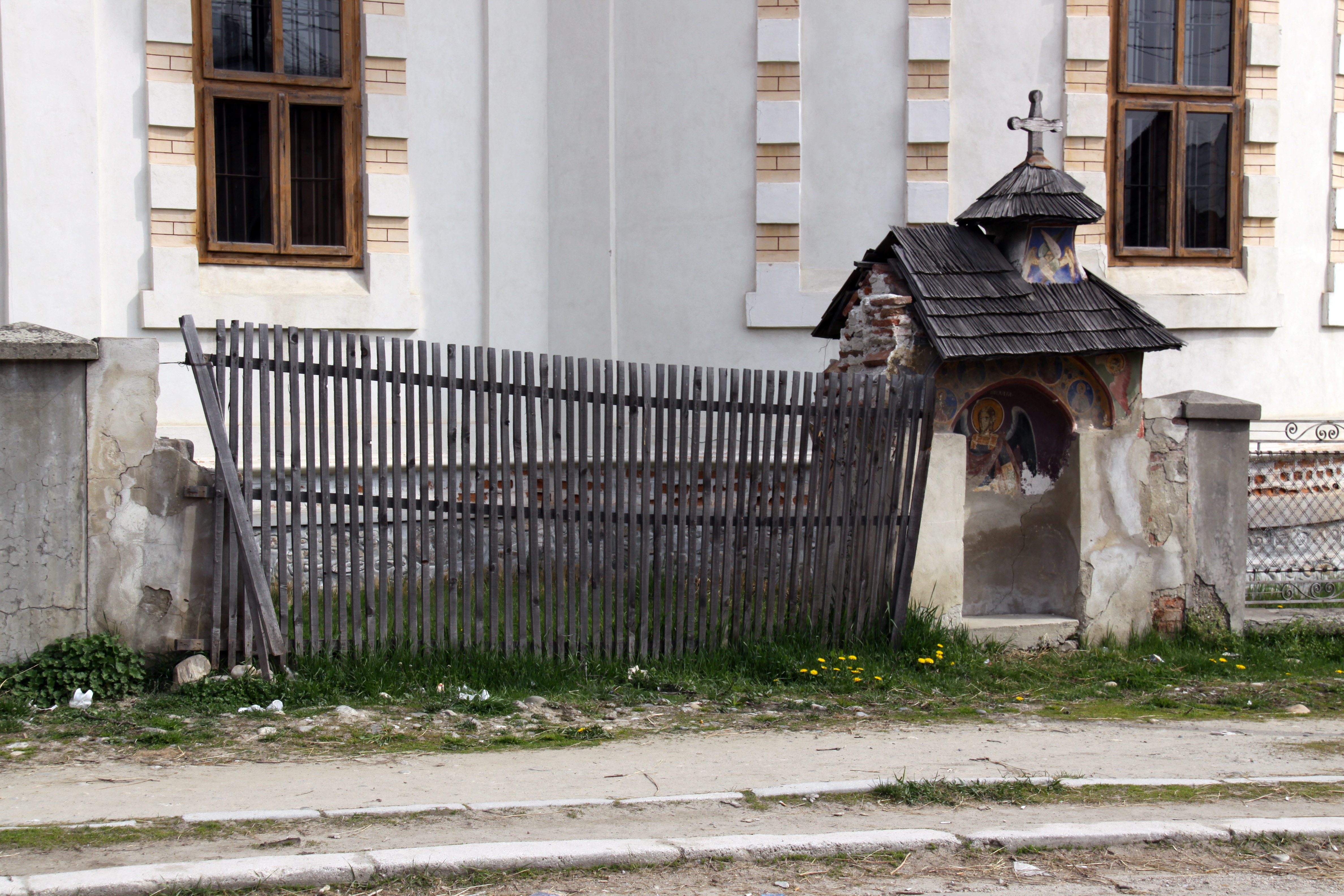
poarta
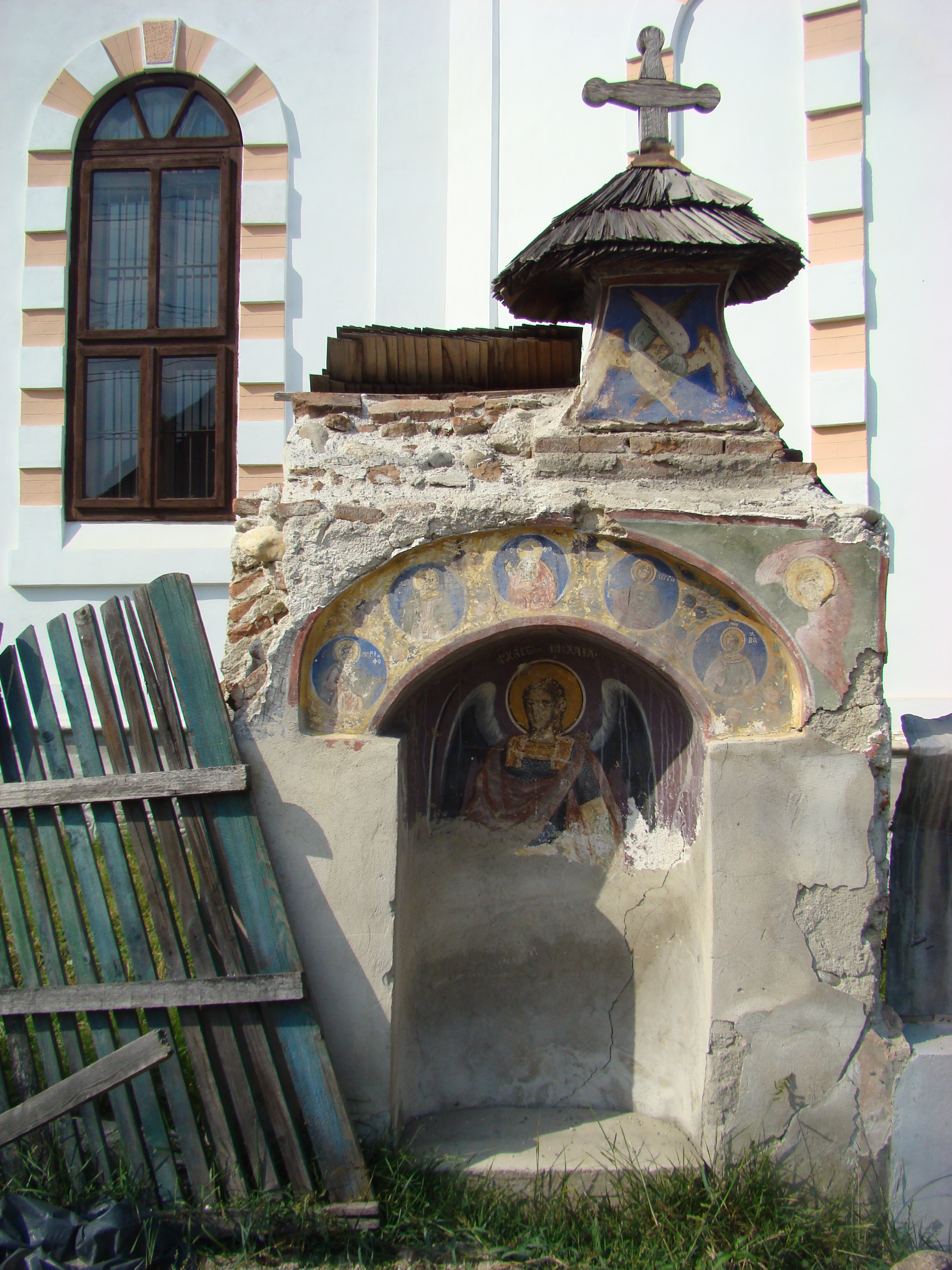
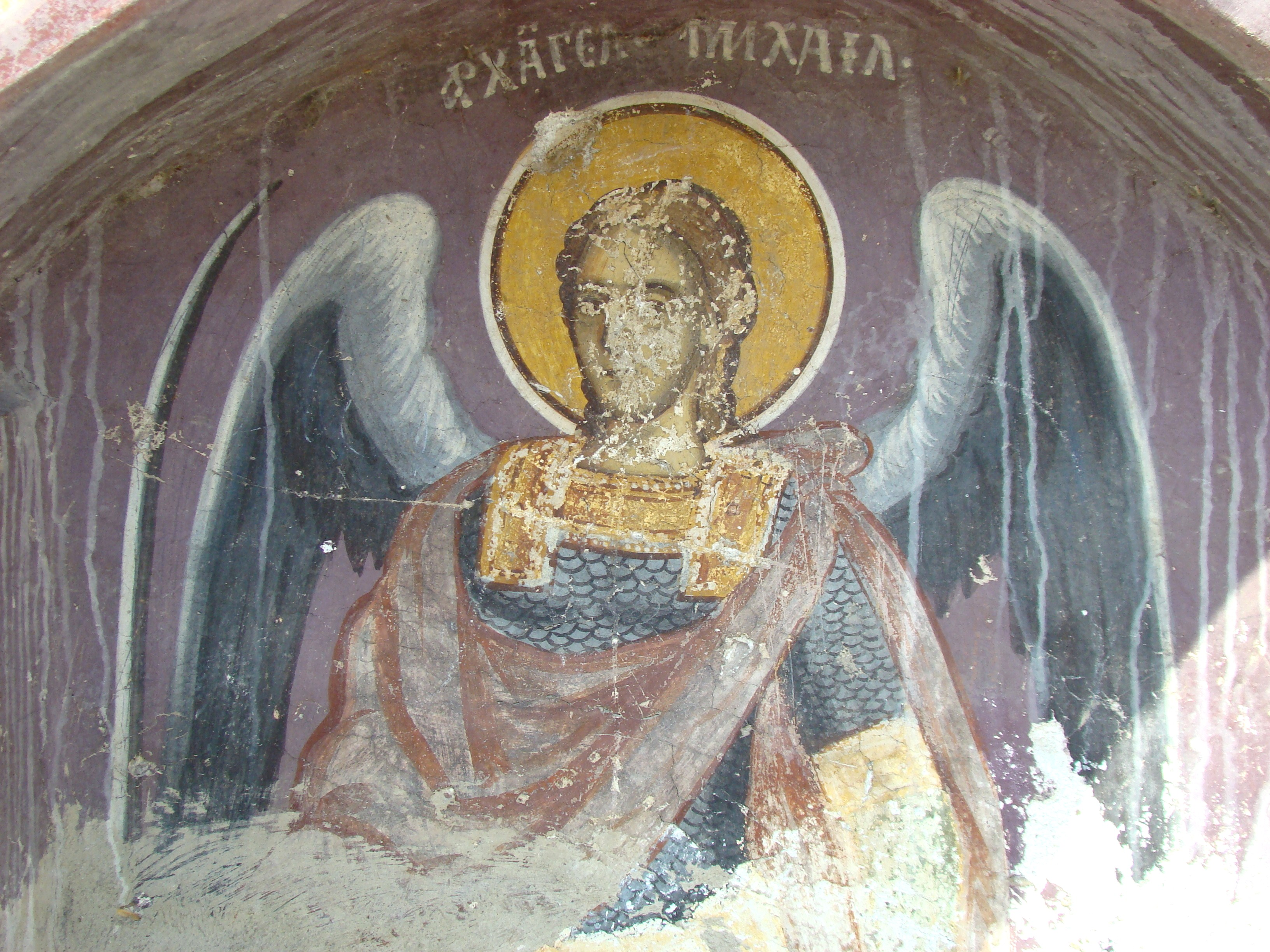
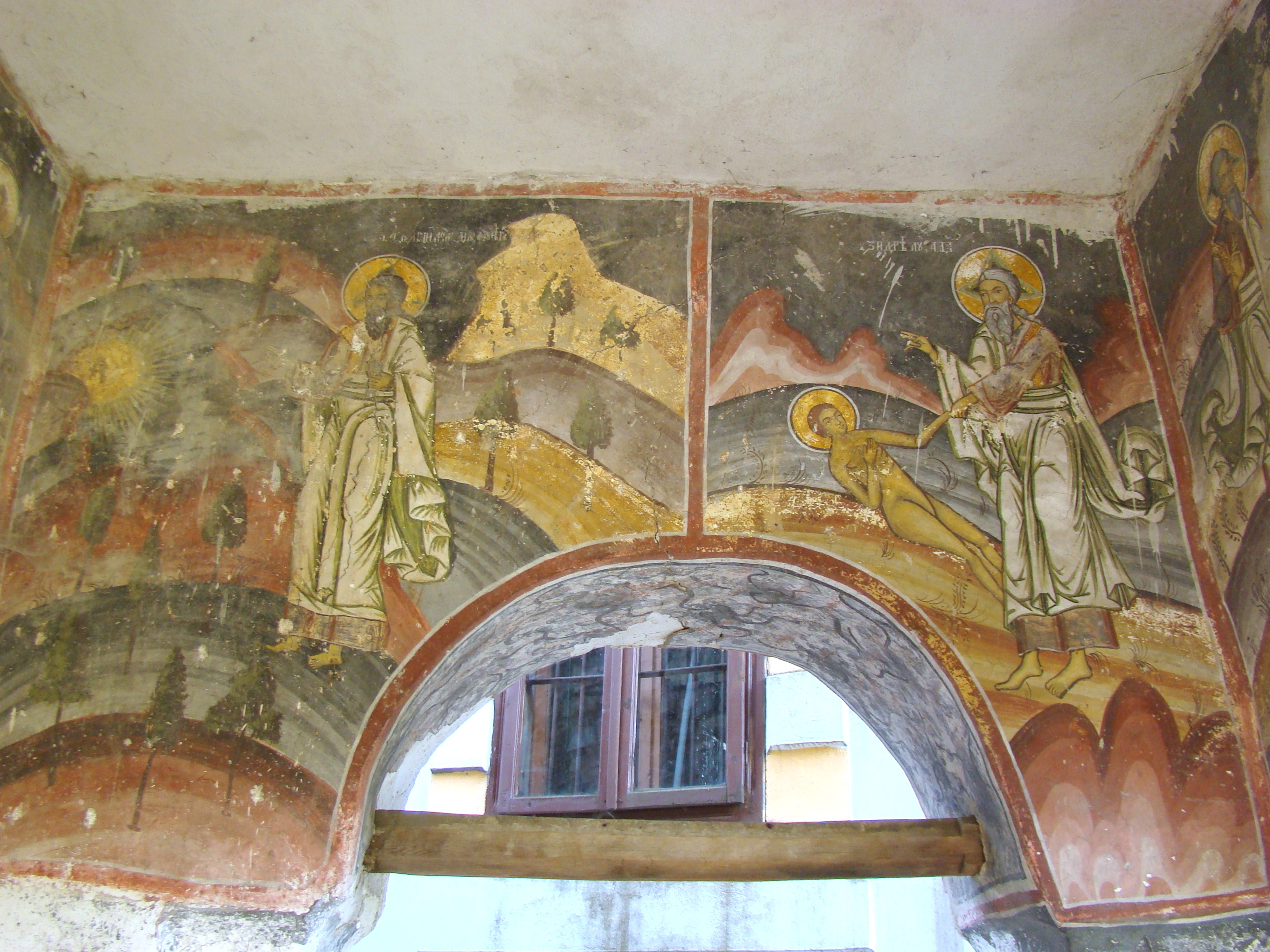
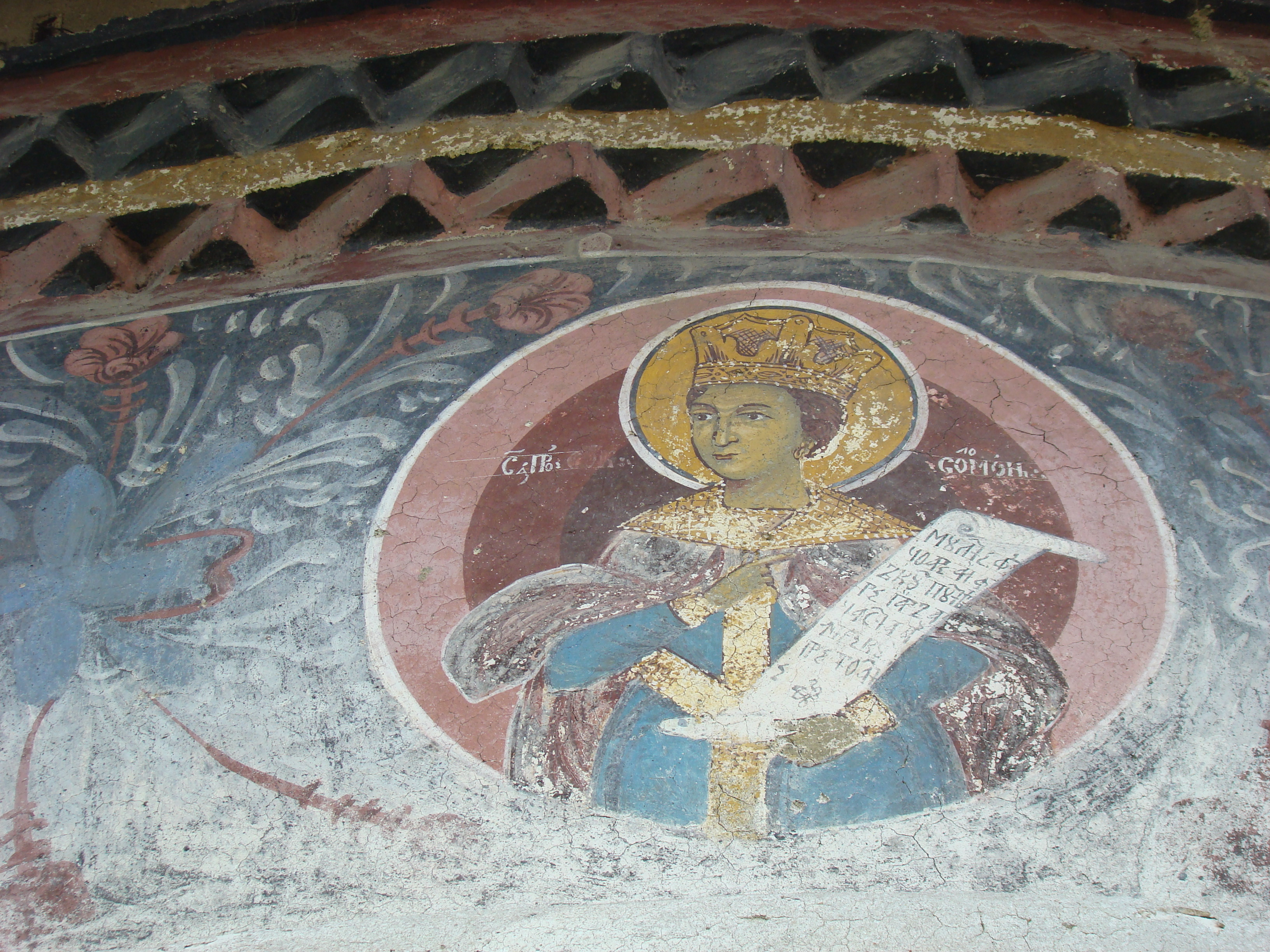
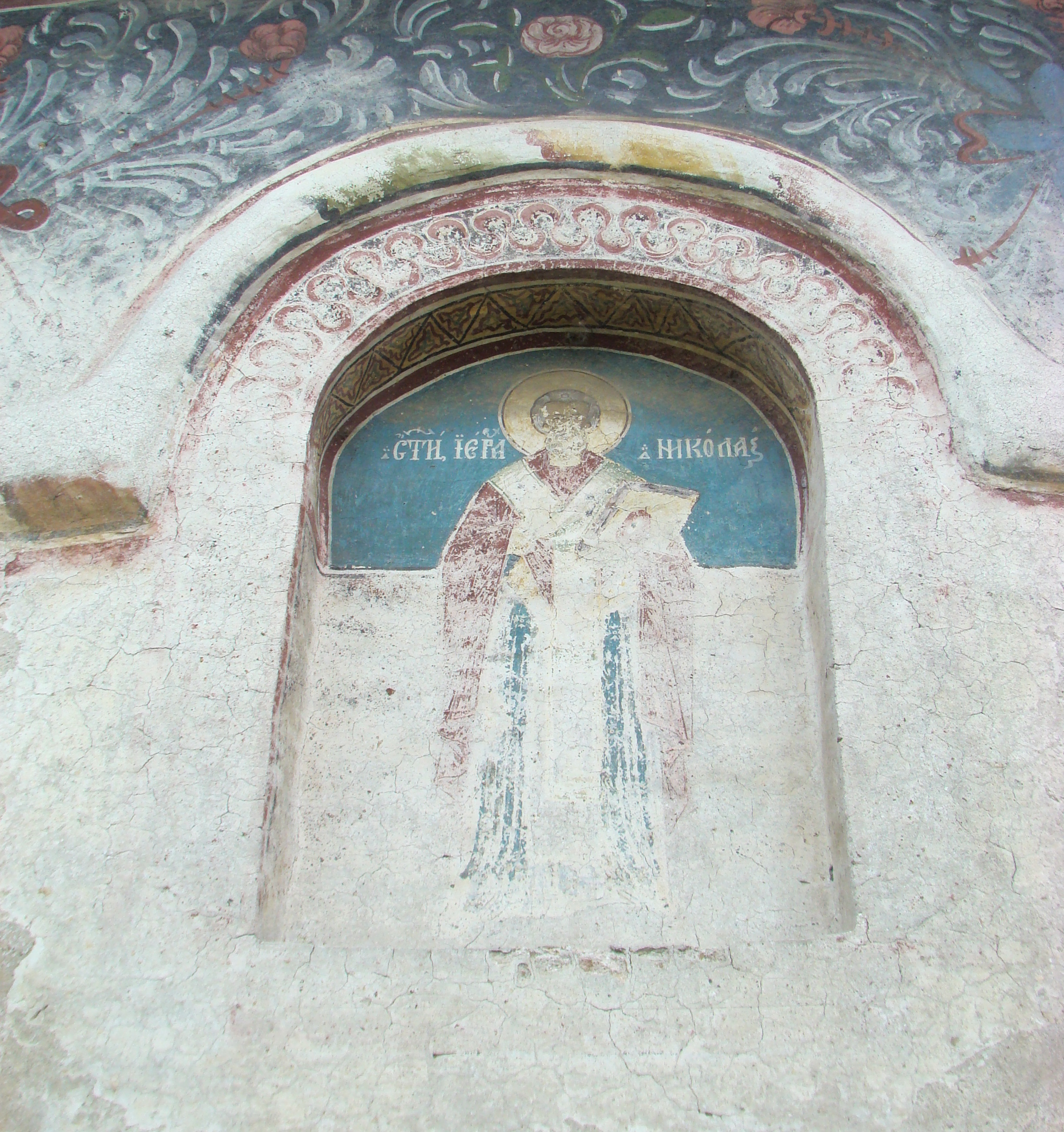
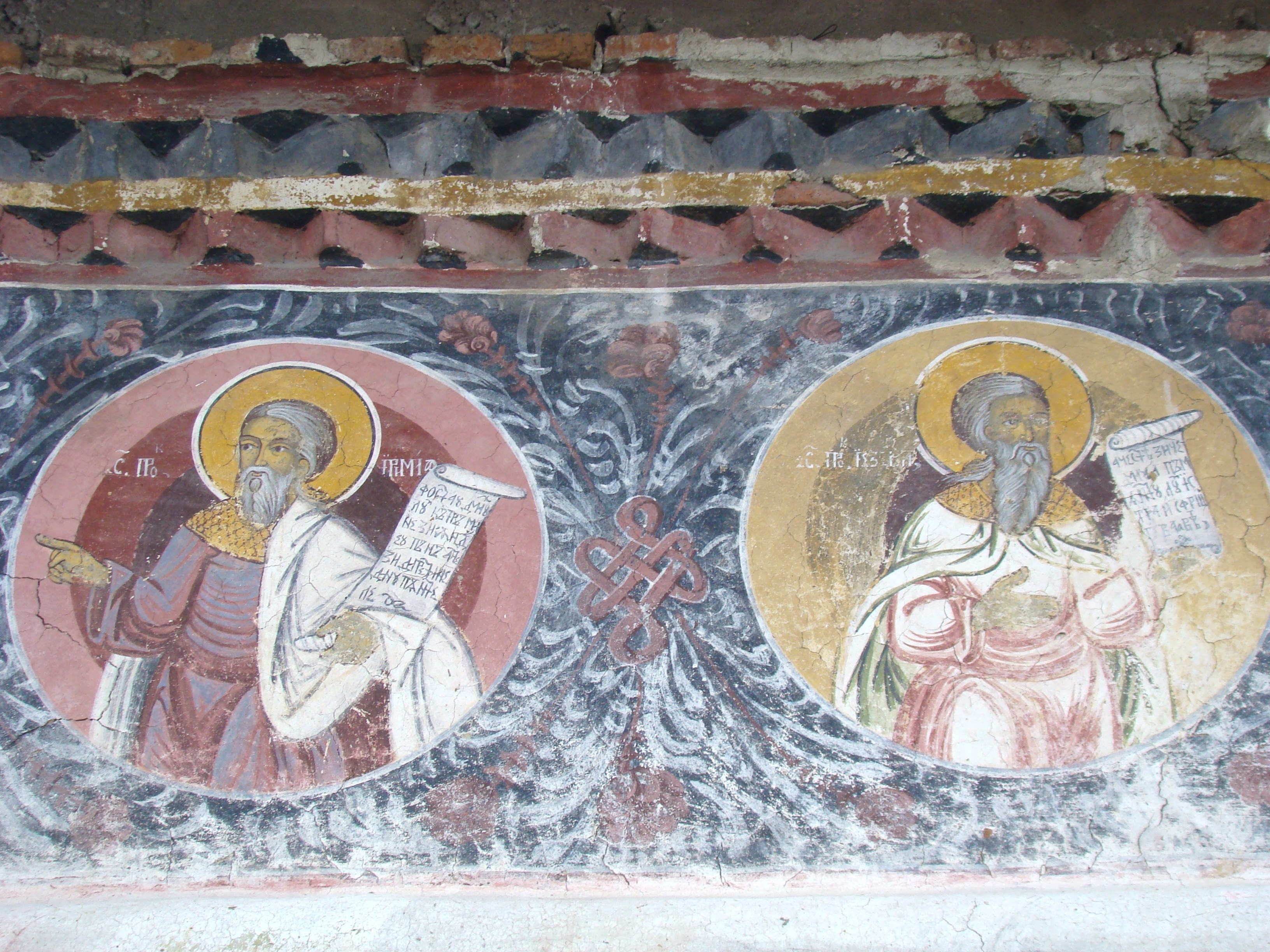
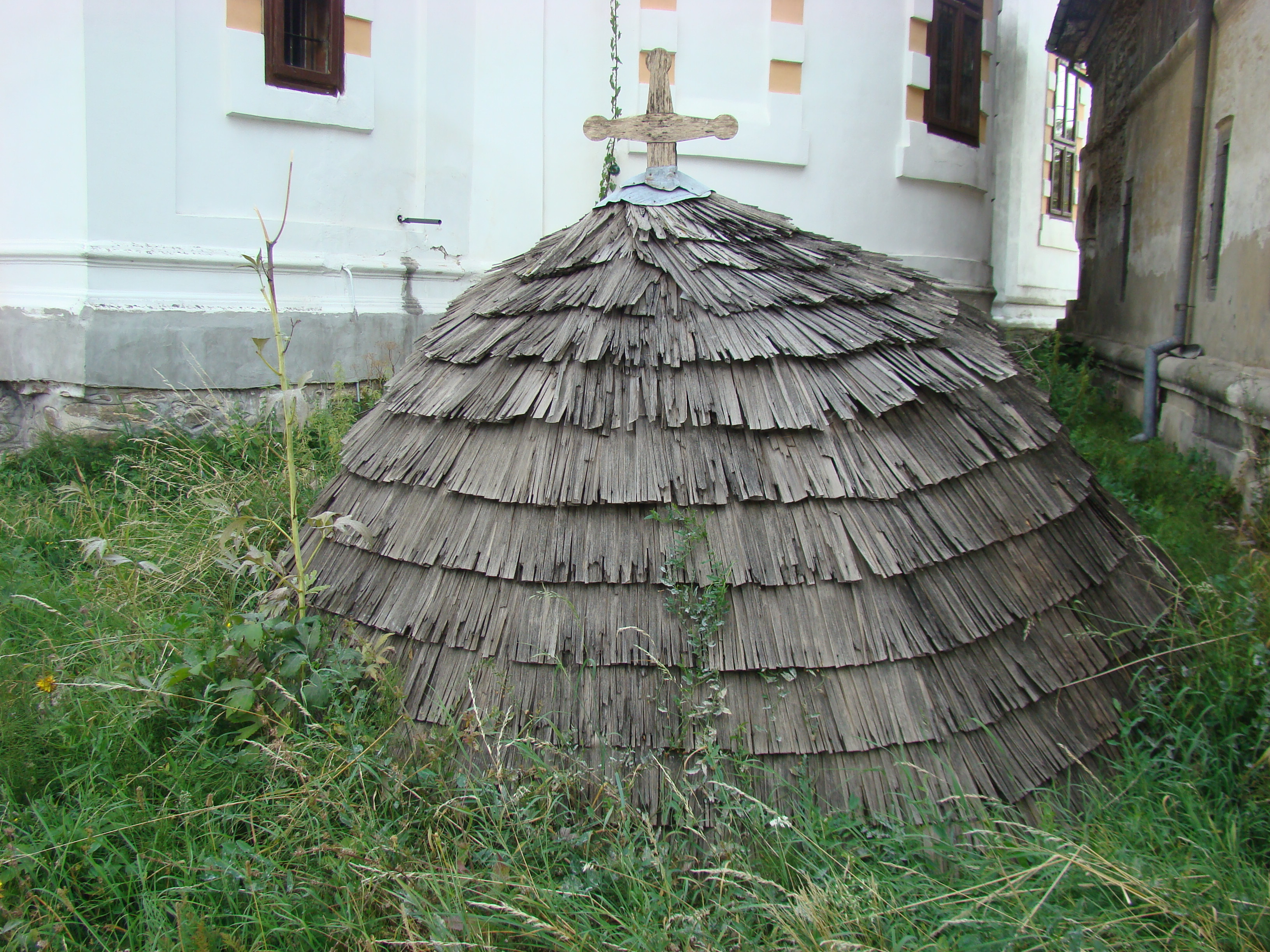
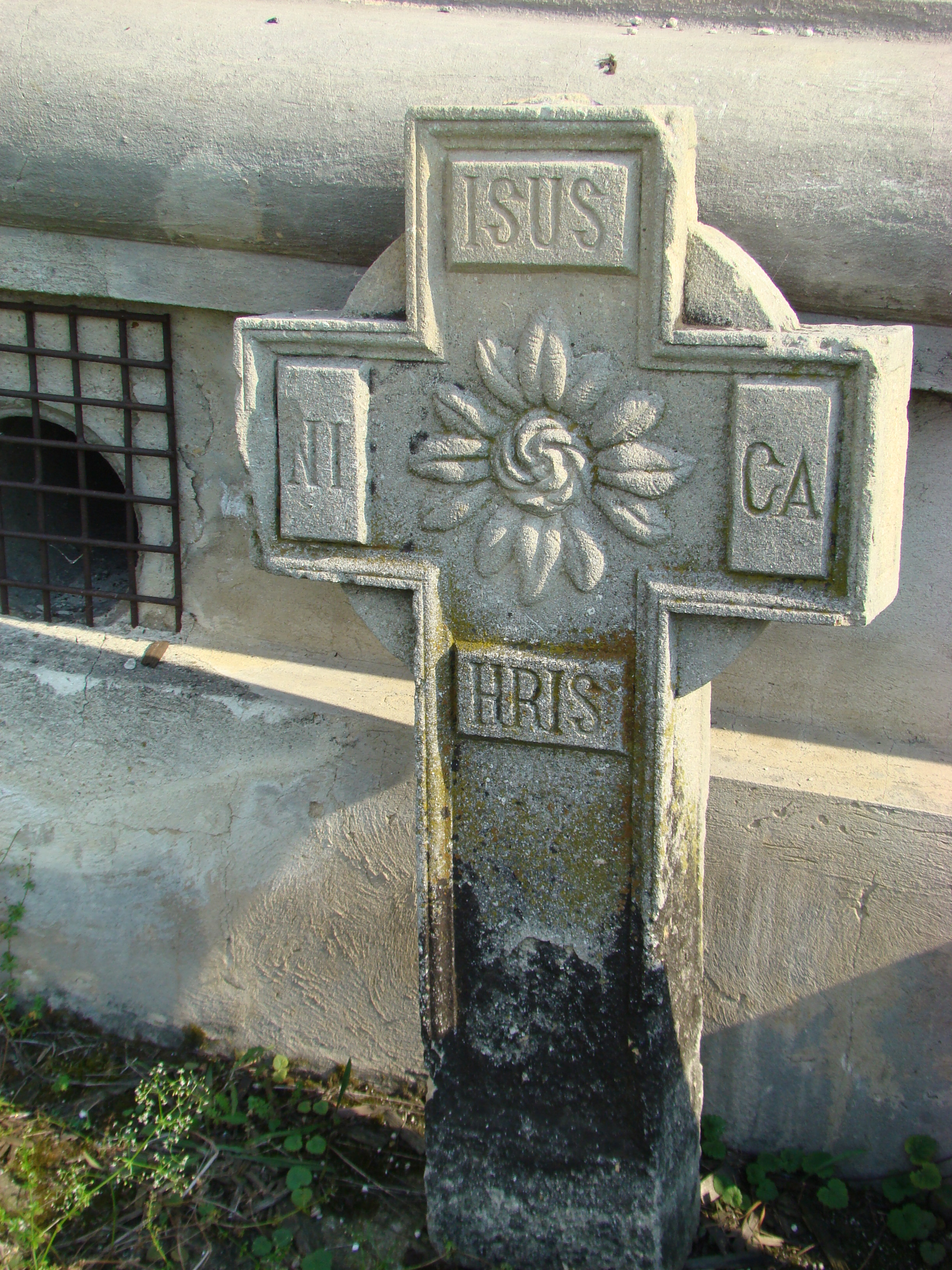
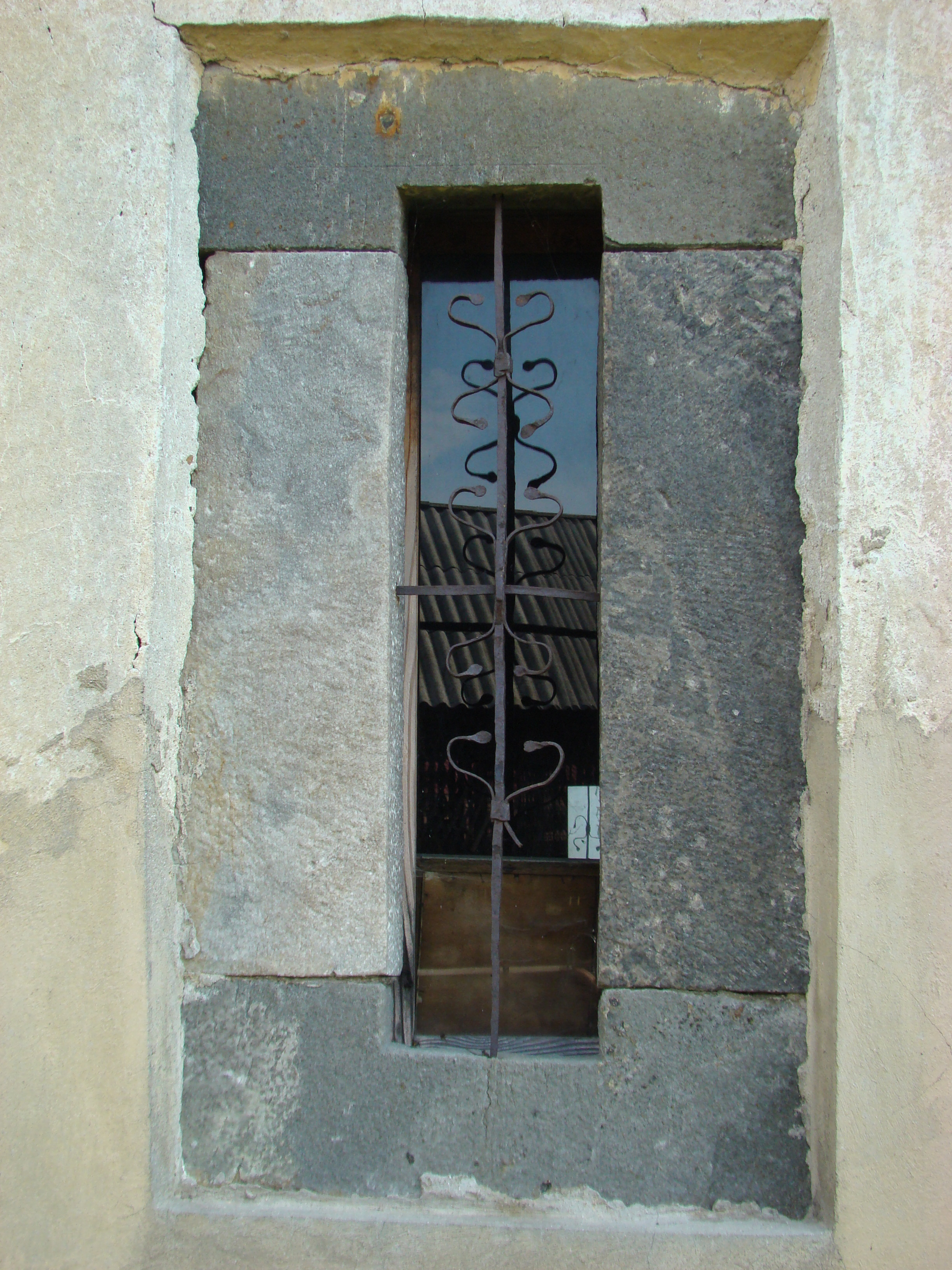
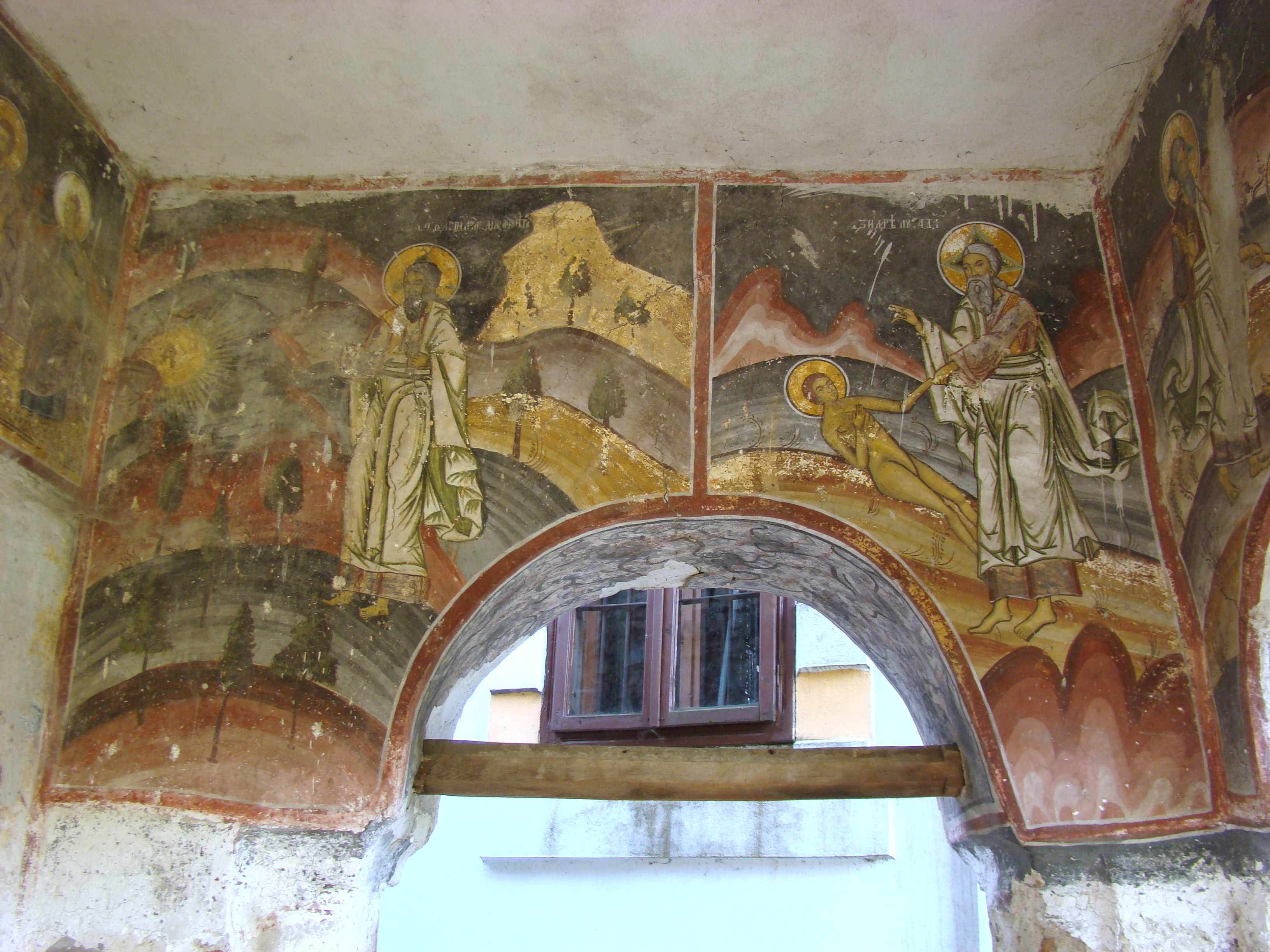

## Imagini din interior

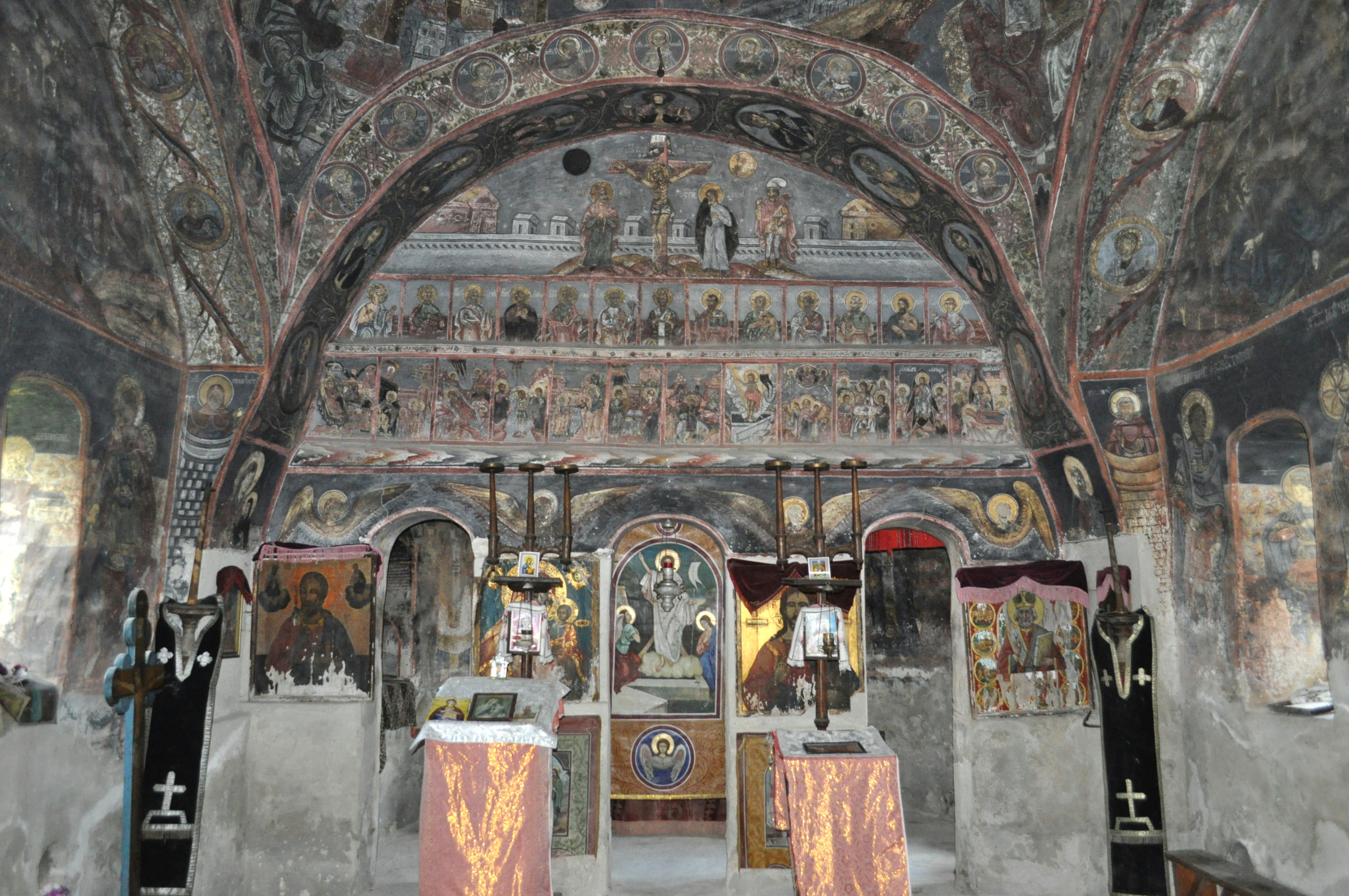
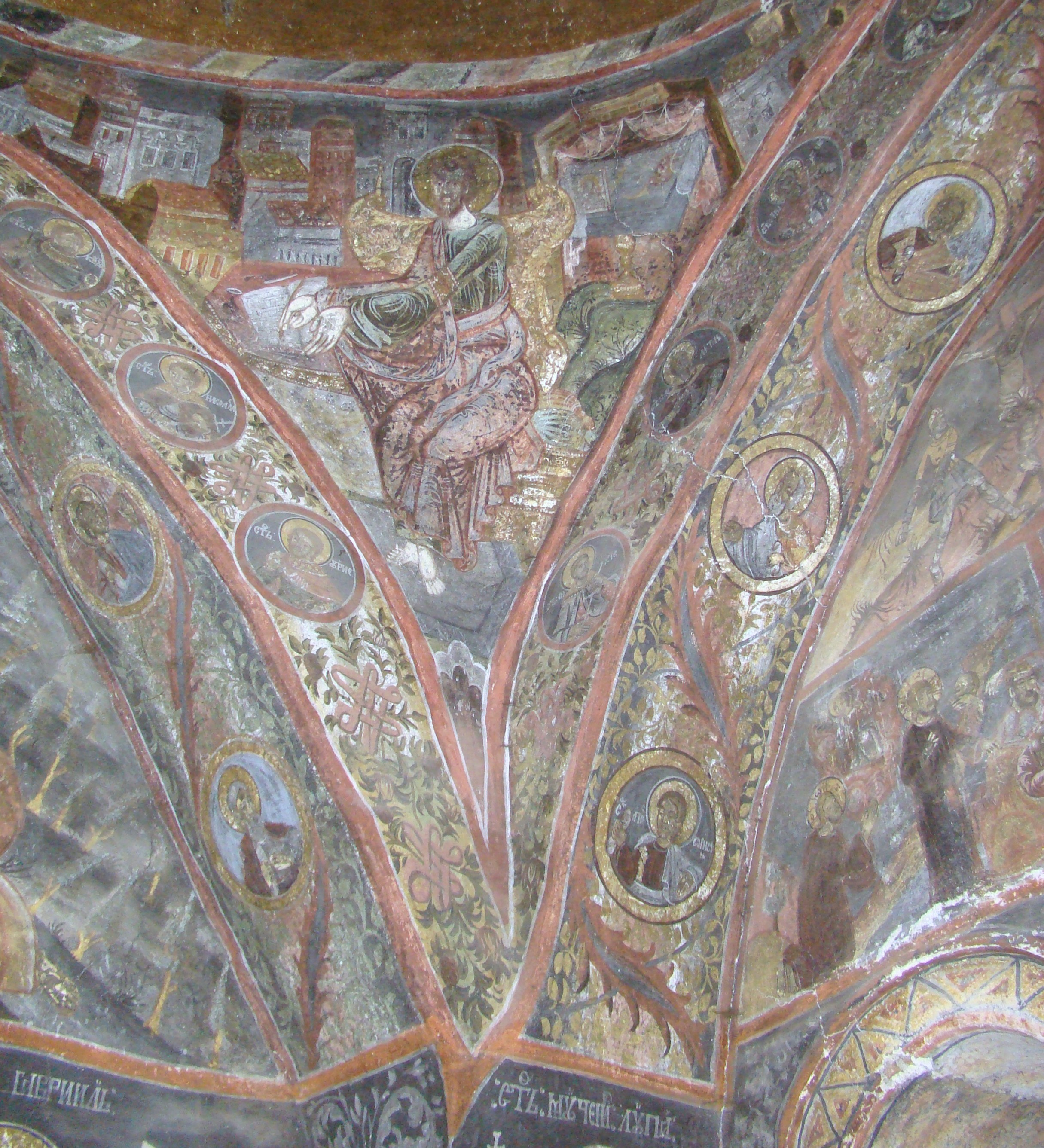
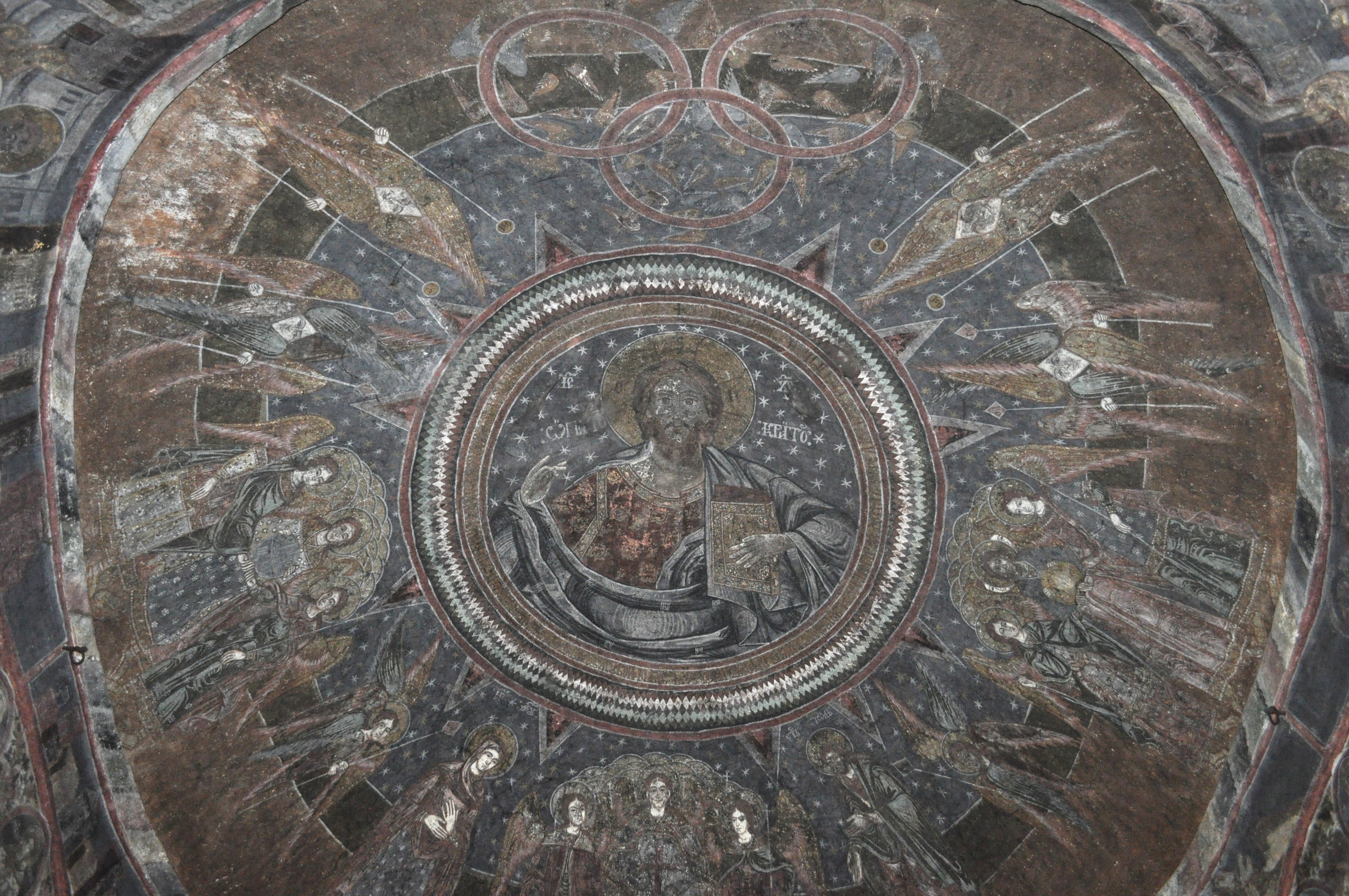
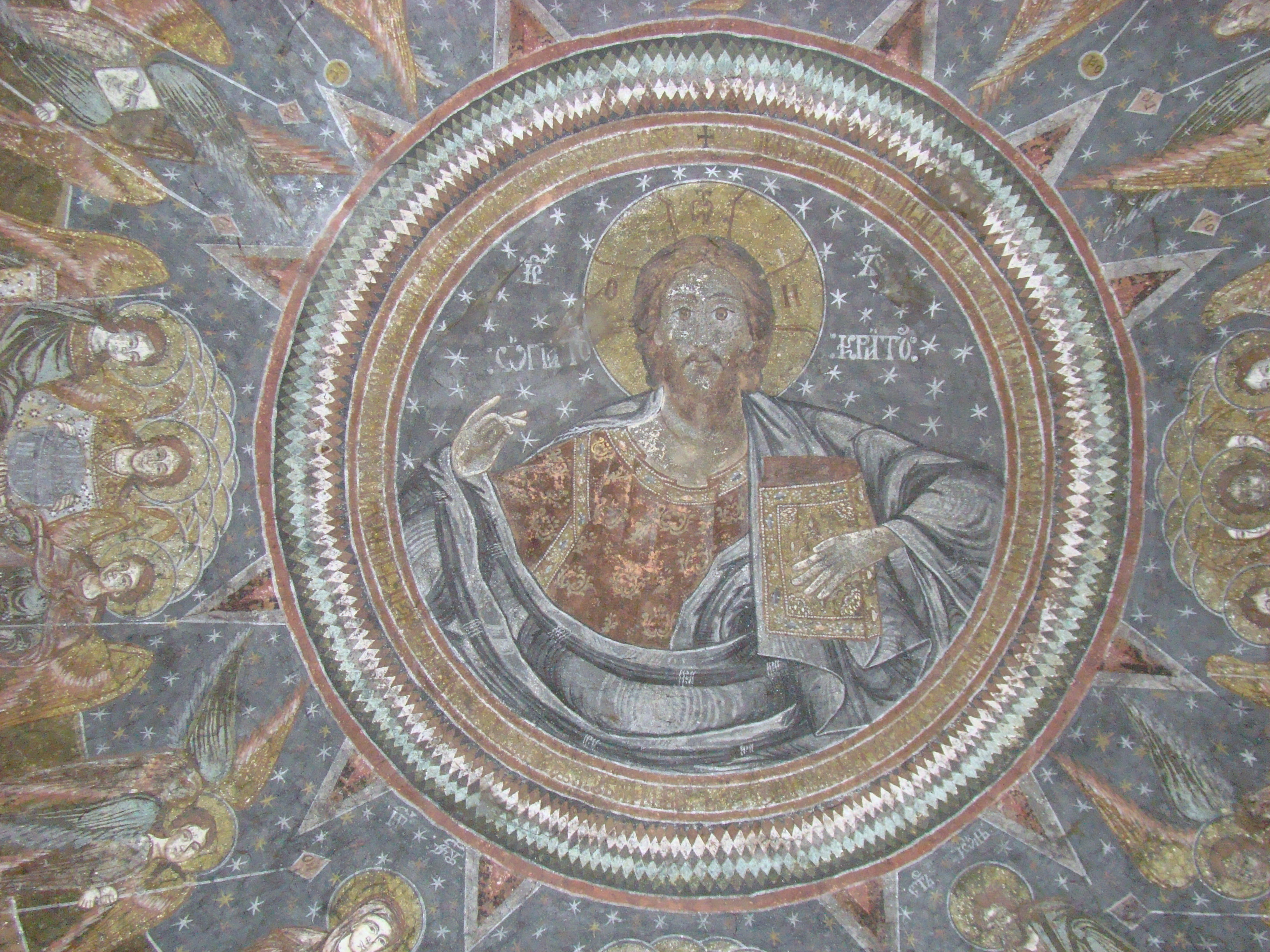
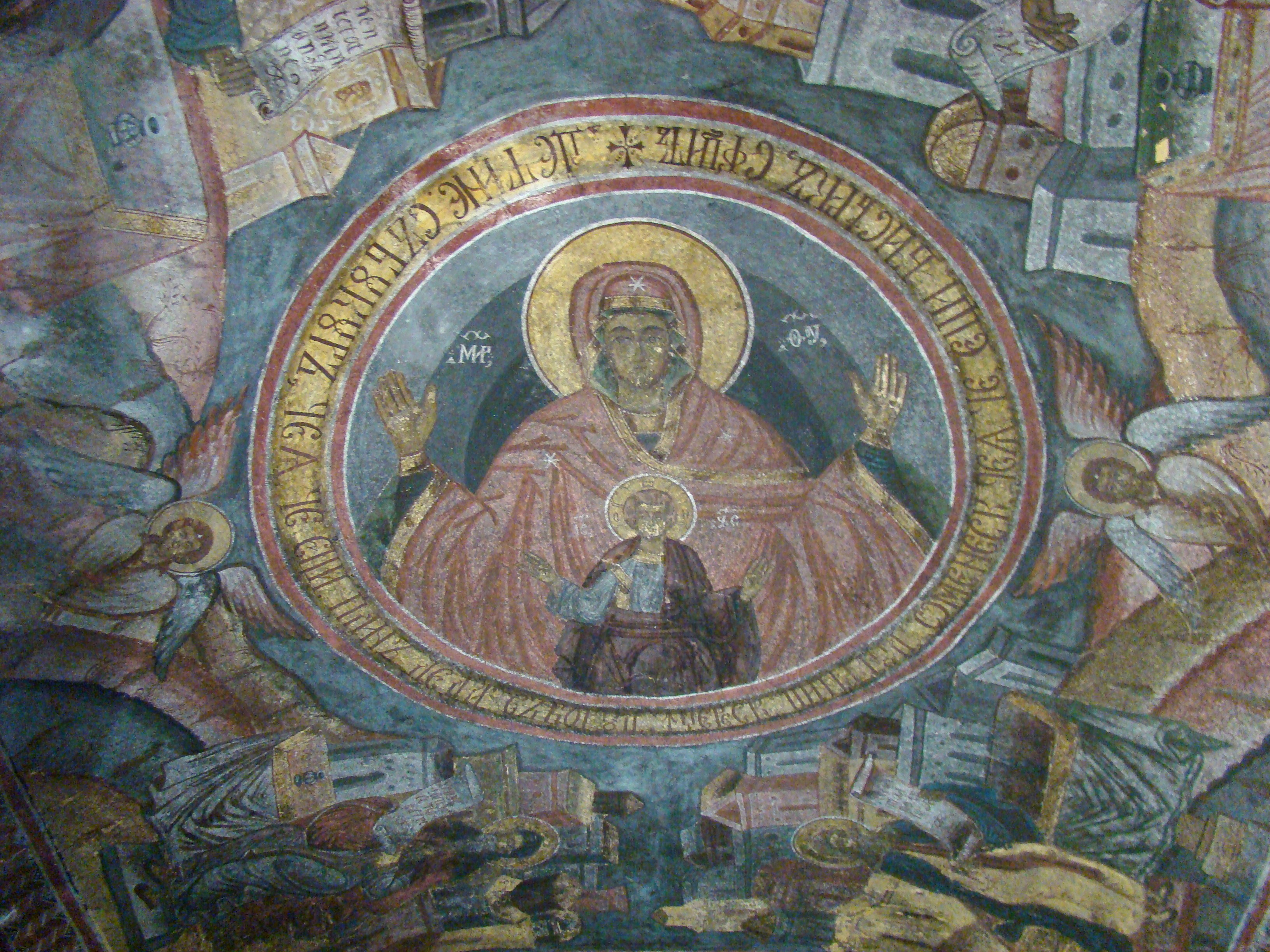
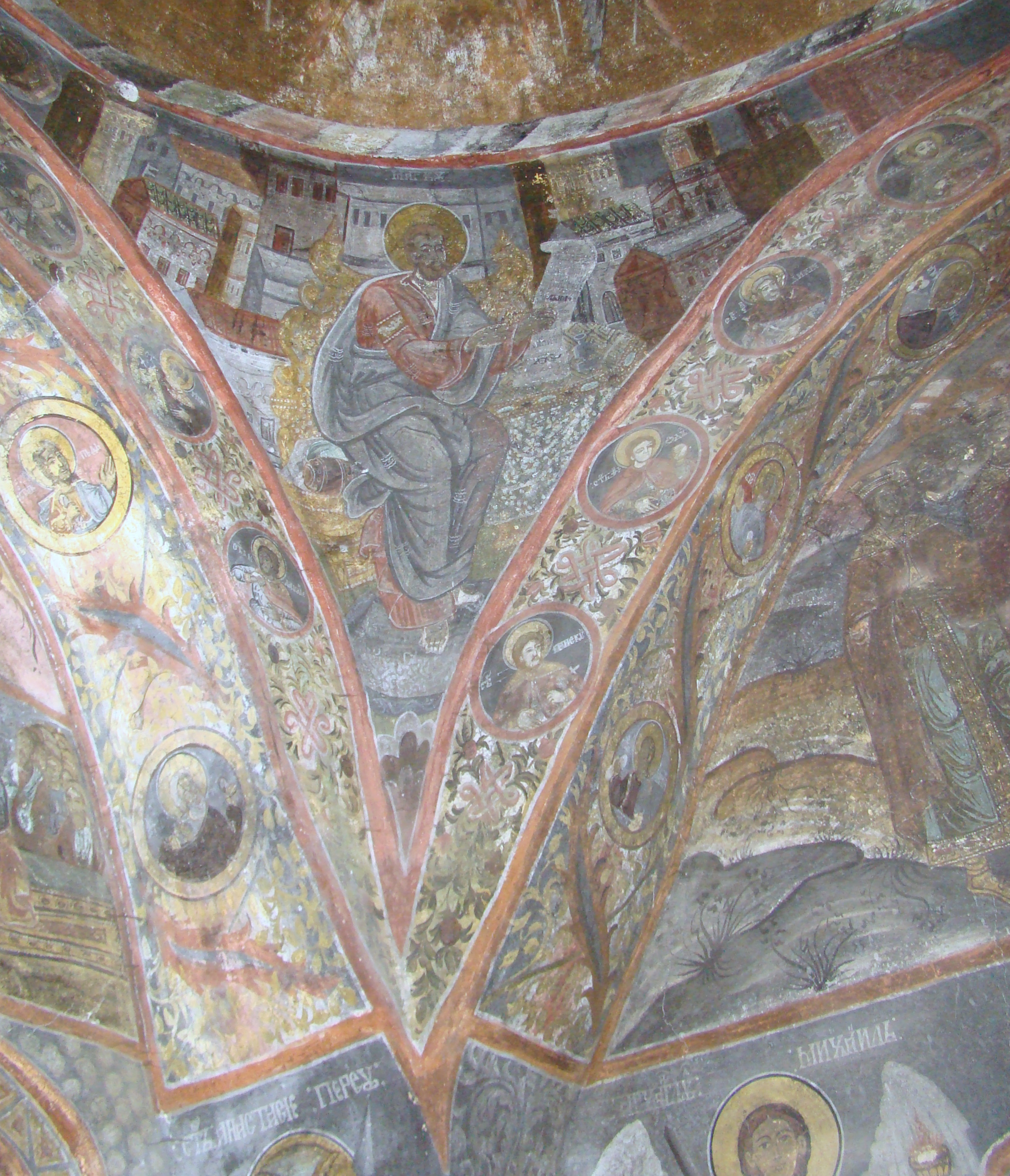
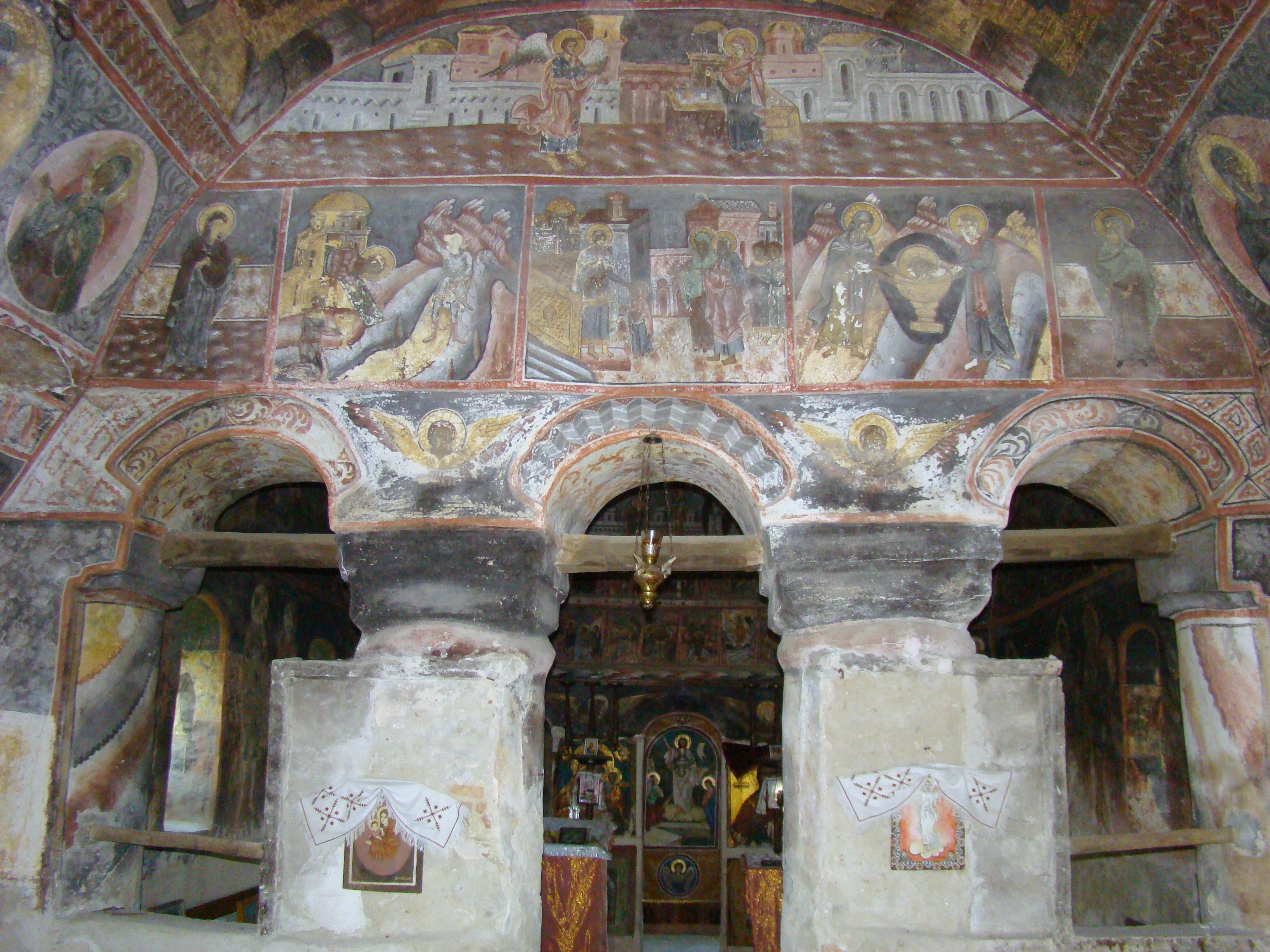
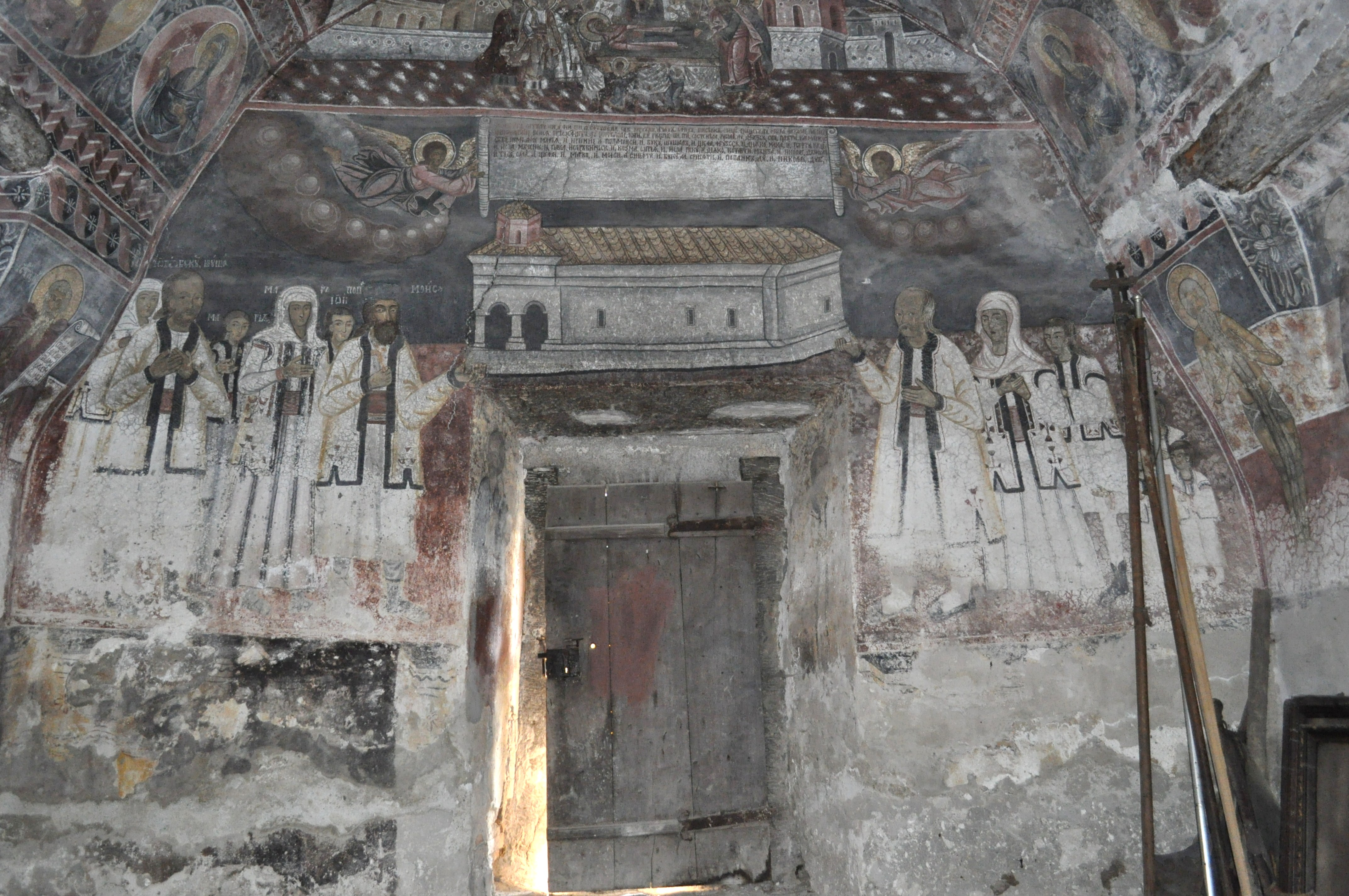
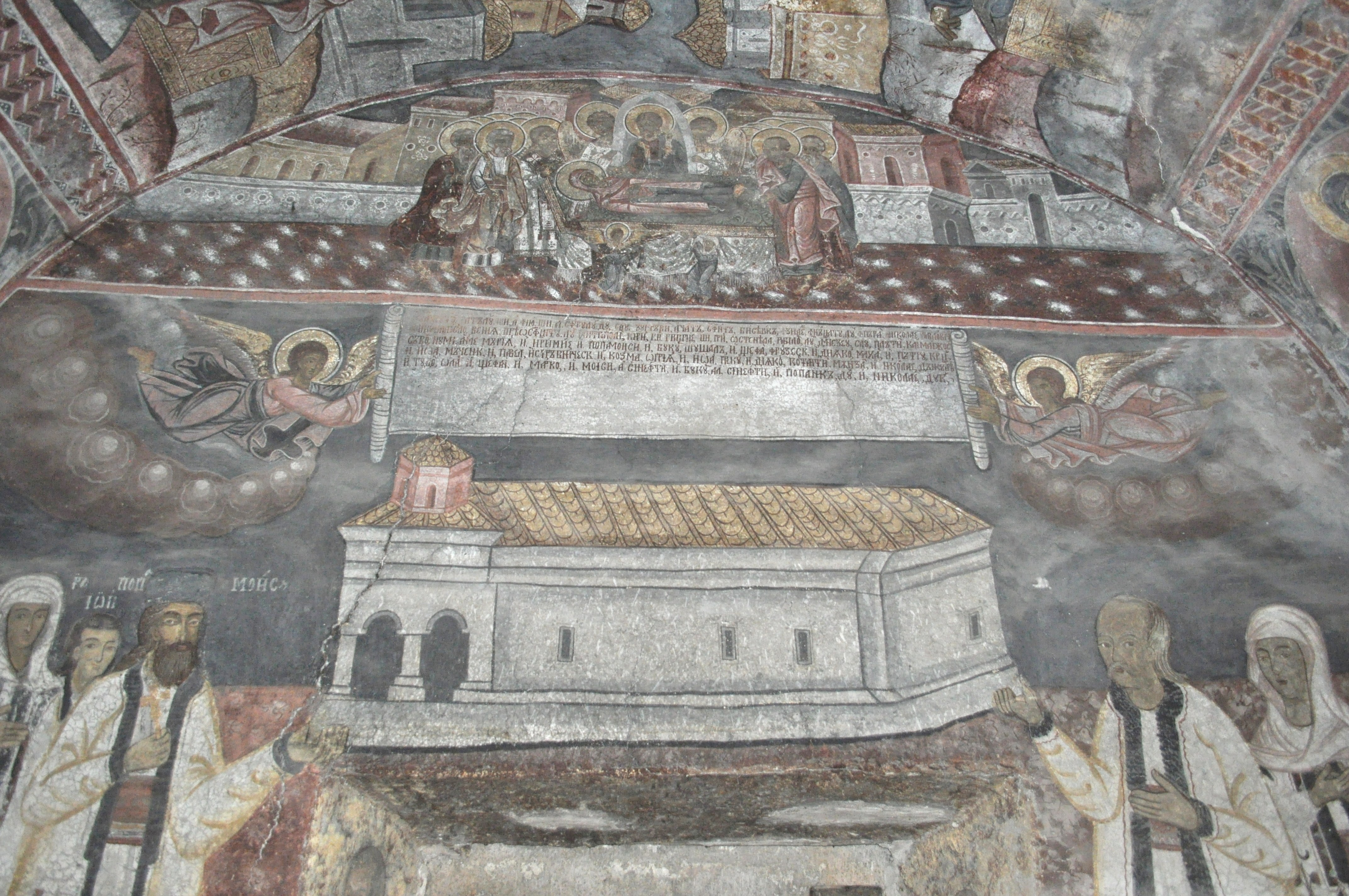
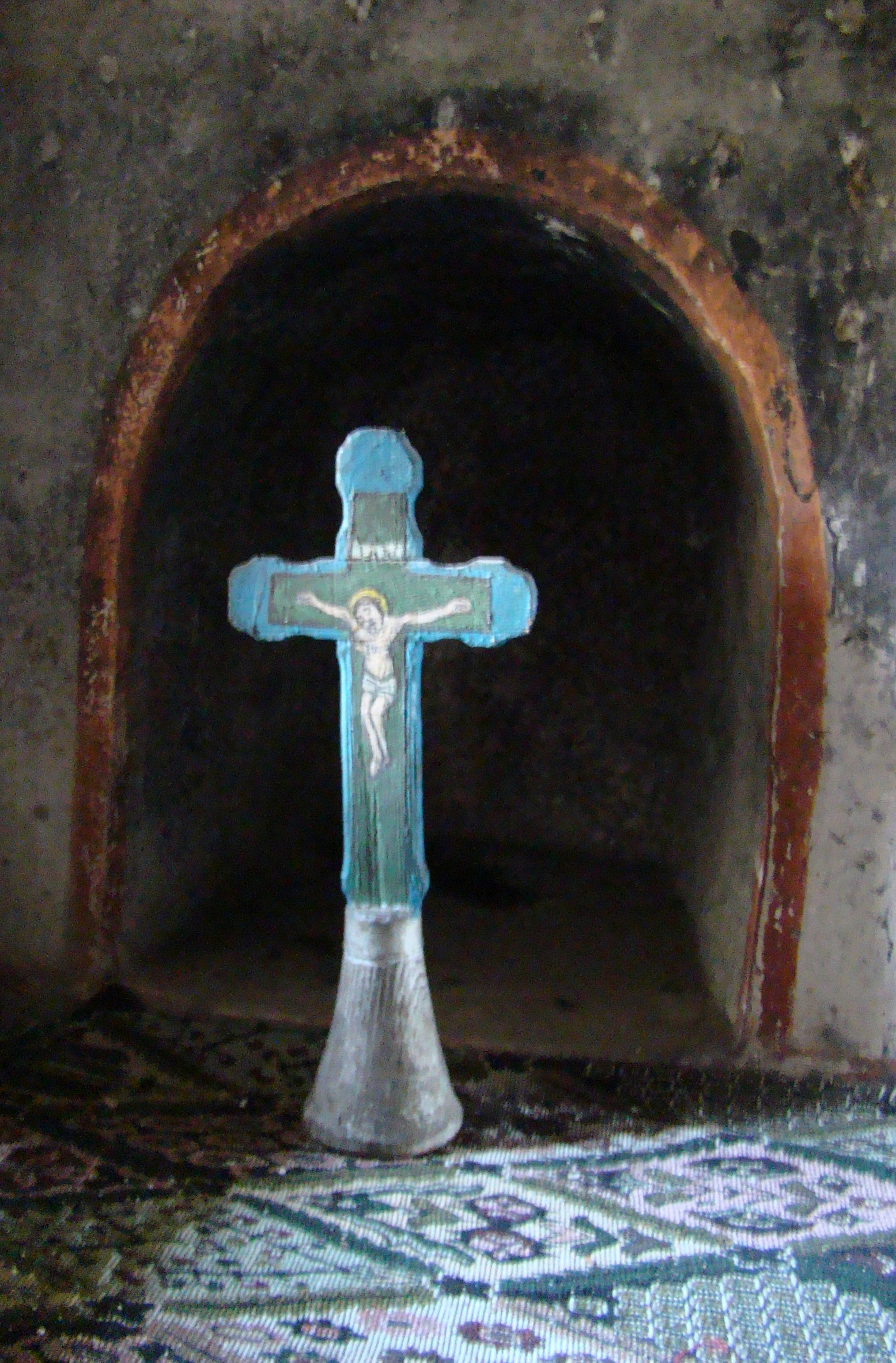
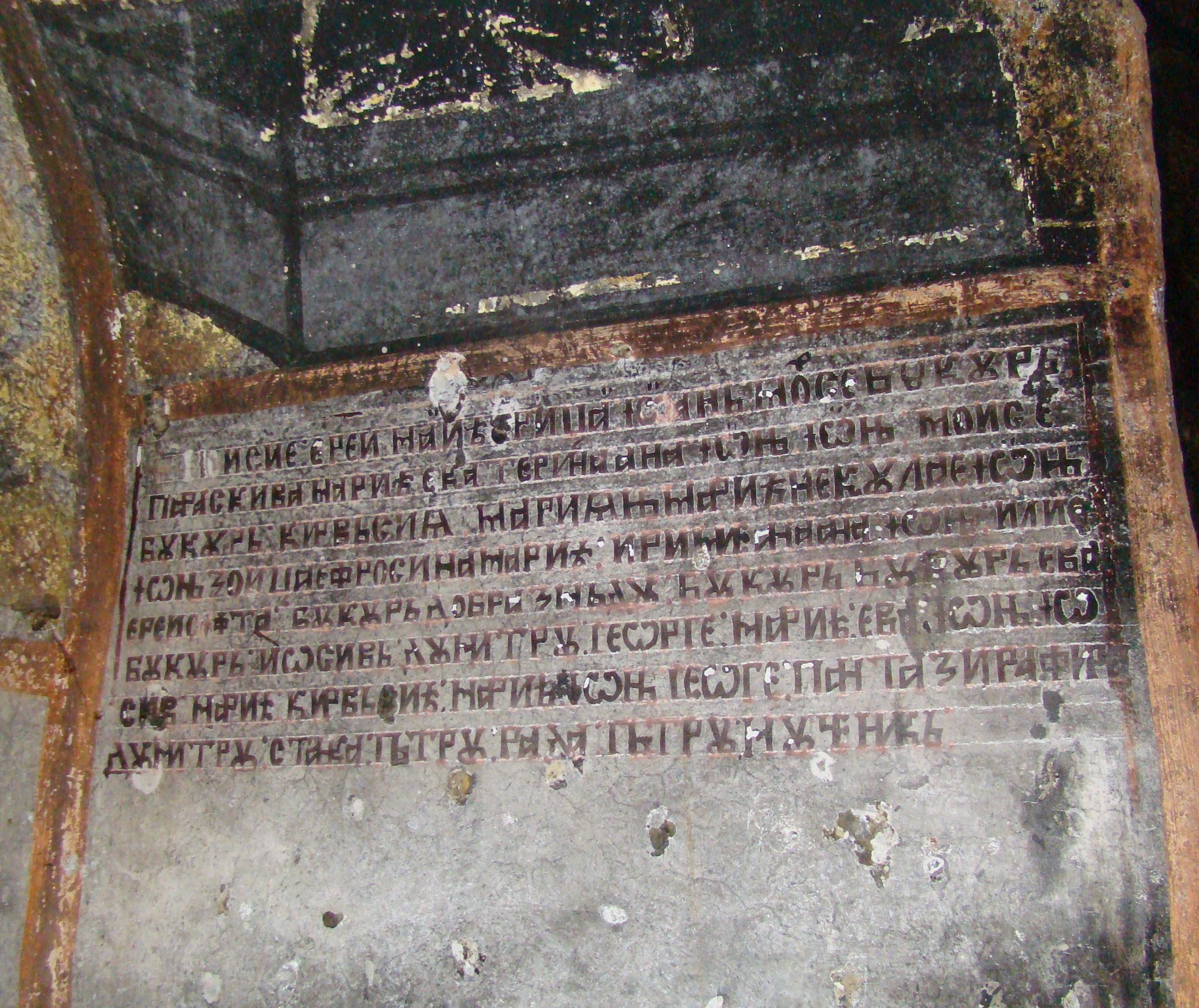
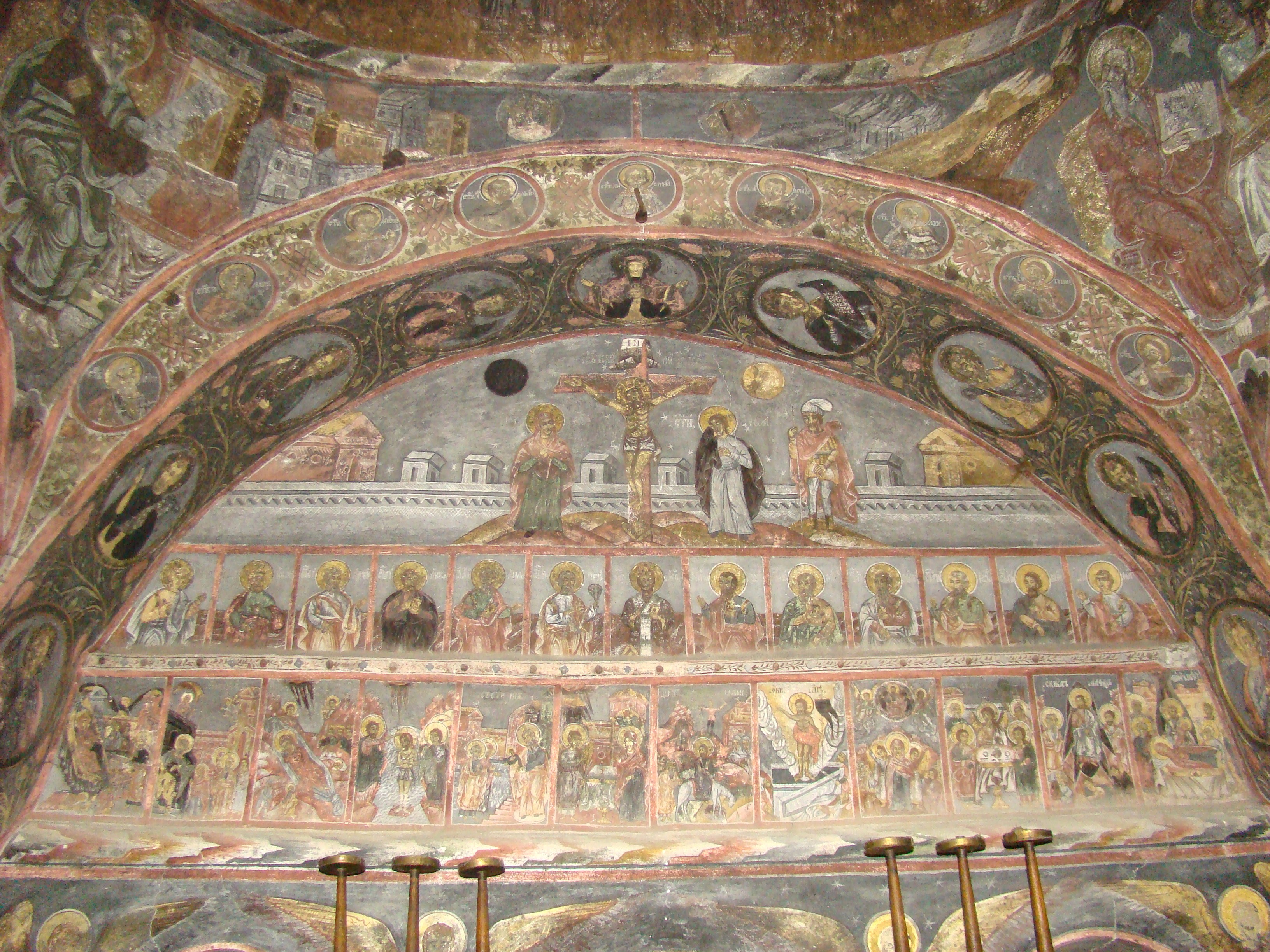
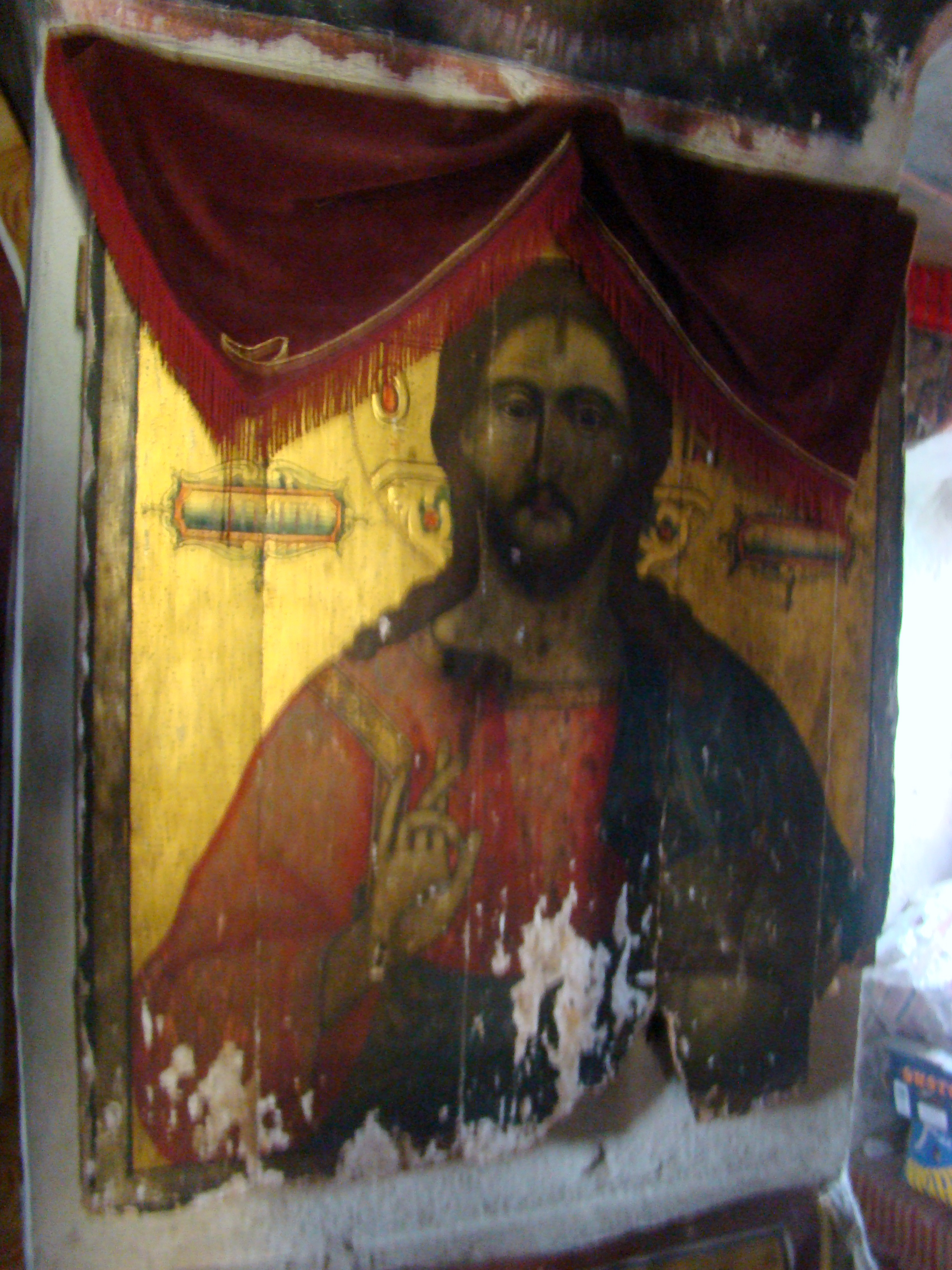
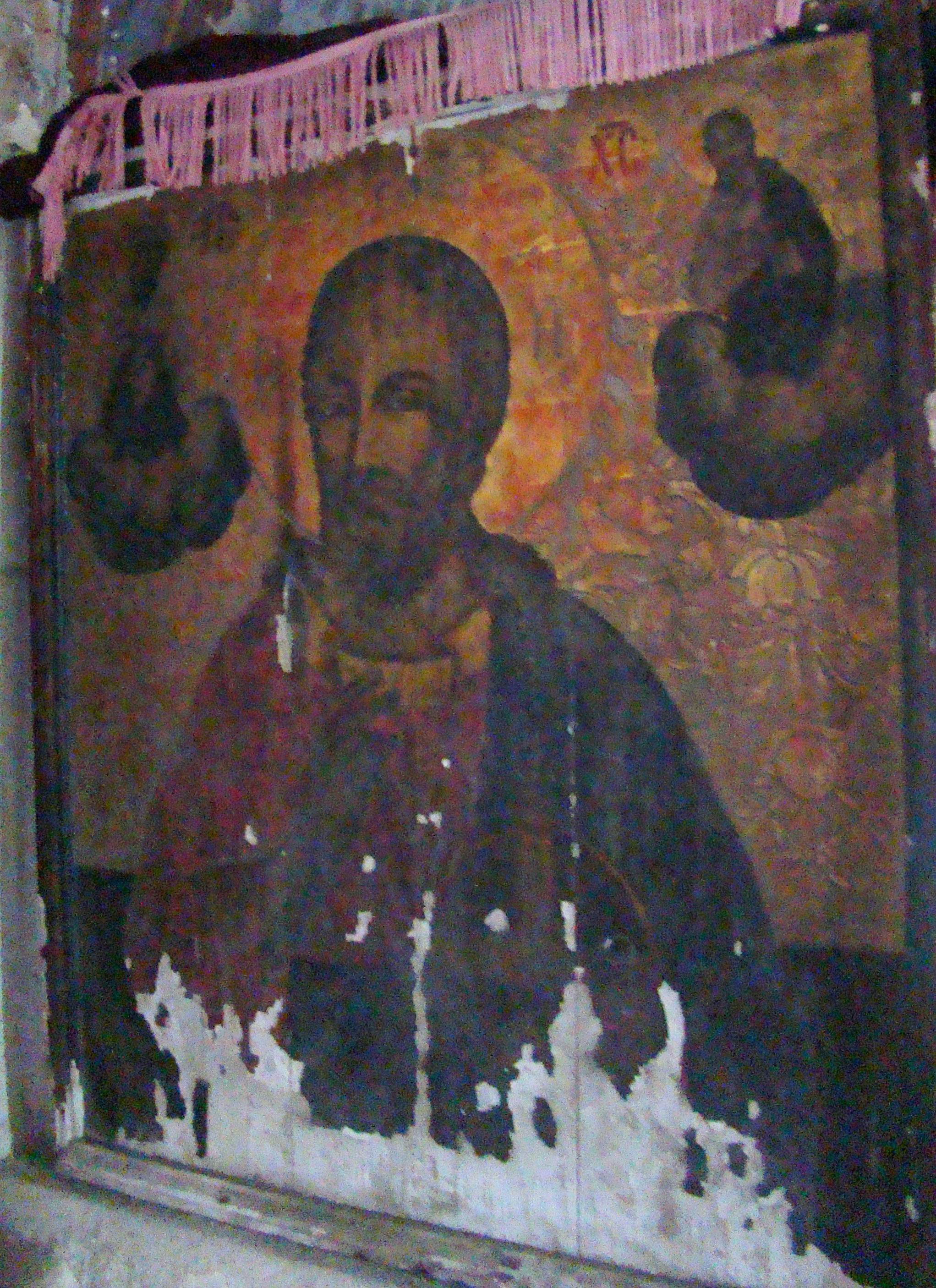
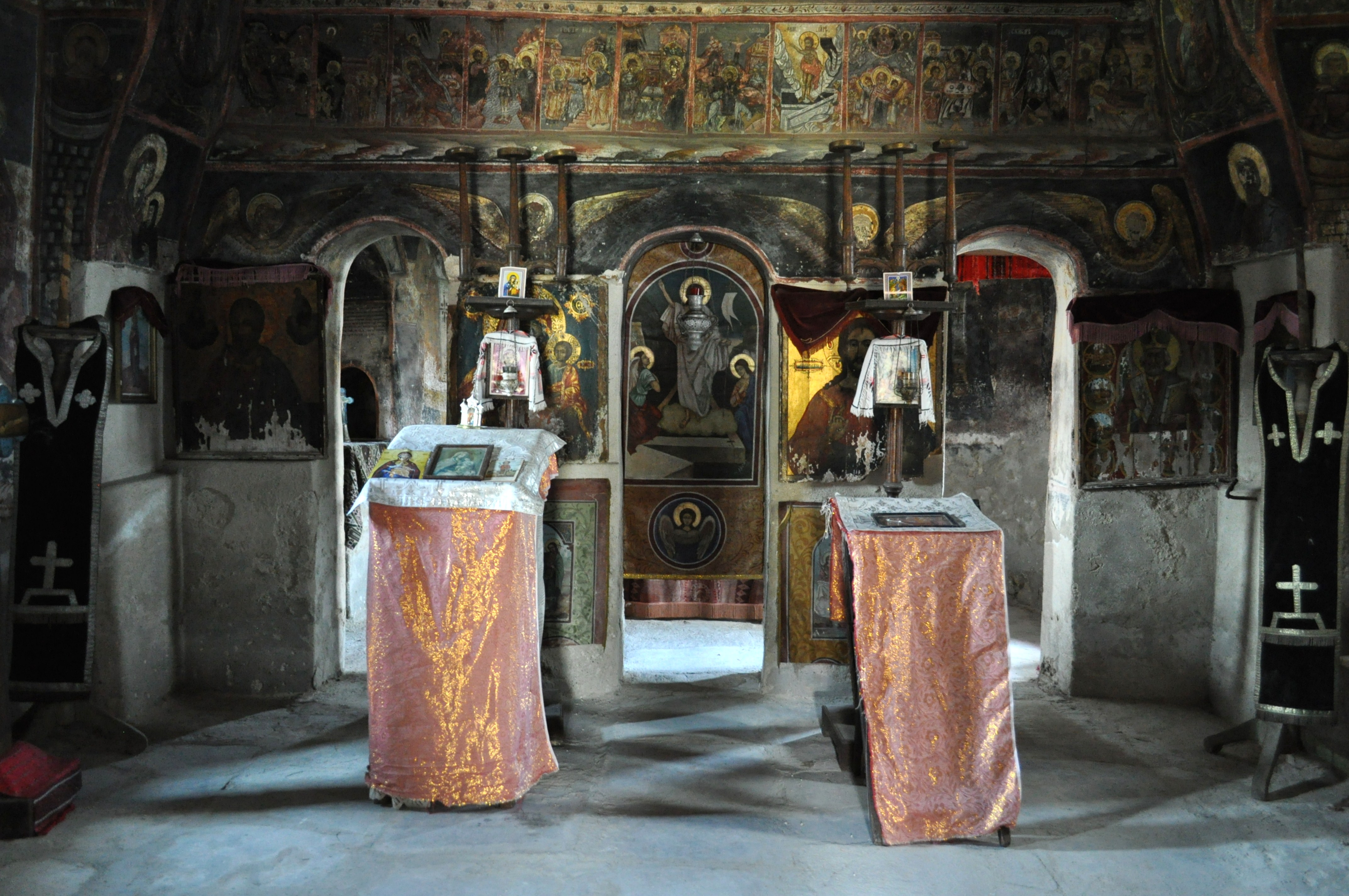
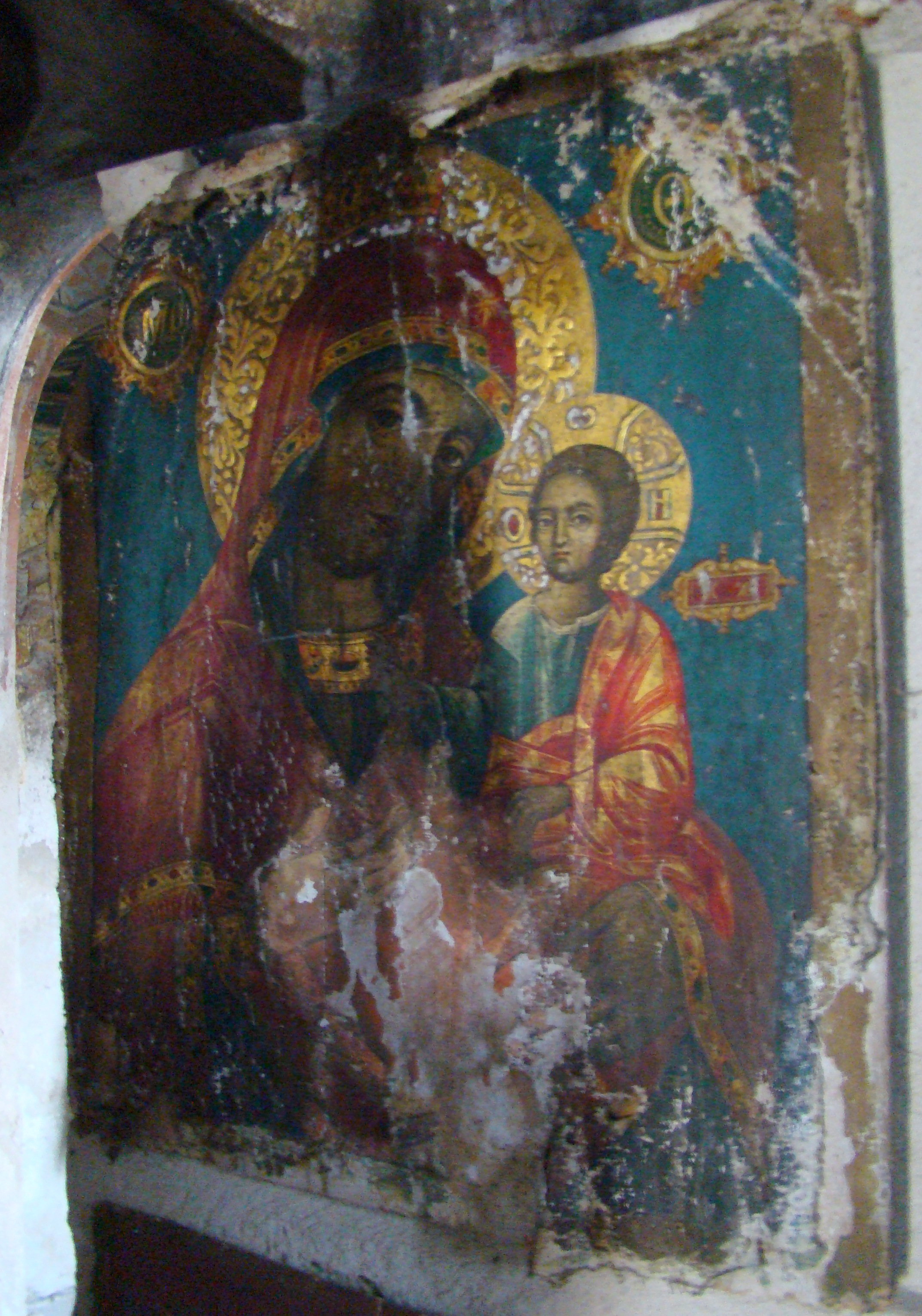
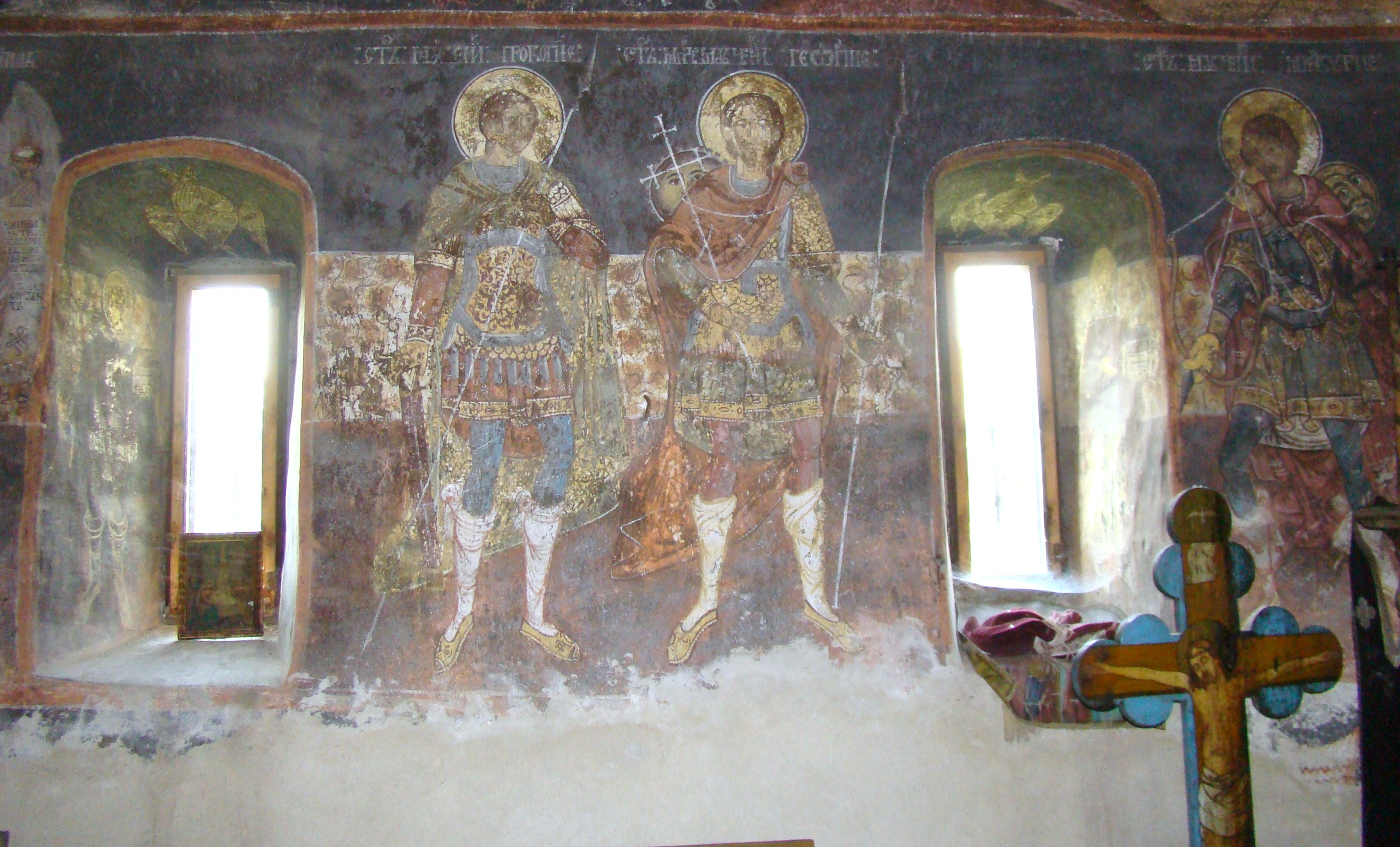
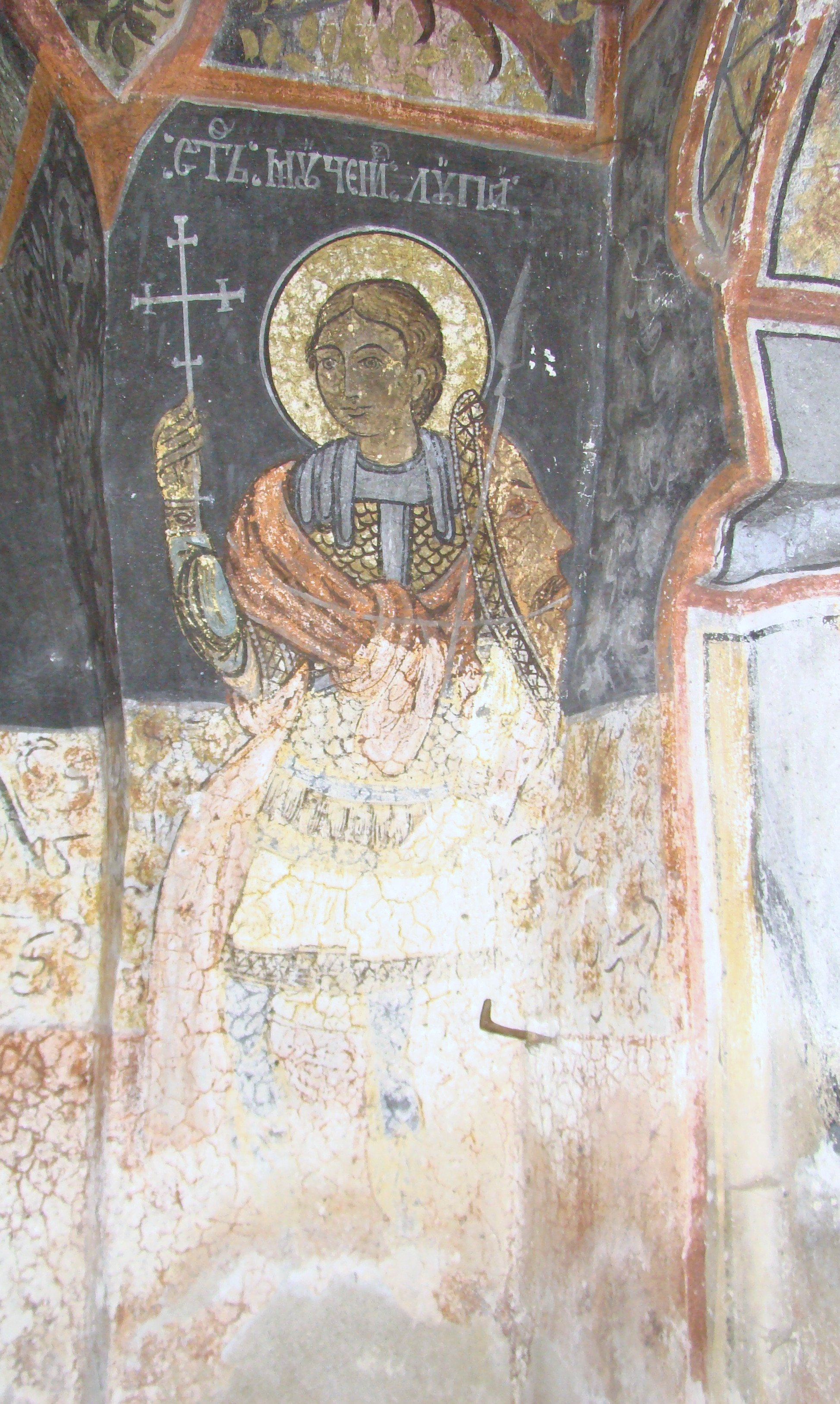
Sfântul Lup